# 中华人民共和国出入境政策
中华人民共和国出入境政策根據中華人民共和國法律規定，入境中国内地之外籍人士，除非享有签证豁免待遇，均須申請與旅行目的相符之簽證、签注或中国签发的旅行证件方可进入中国内地。部分国家或地區的公民在符合特定条件的情况下则可獲免签证入境或准予申請口岸簽證，同時中國部分地區亦實行較全國範圍更開放的區域性免簽證政策。中华人民共和国的签证政策发生过多次变化，在媒体和官方声明中可以查阅到相关变更情况。

## 签证类型
中华人民共和国签证分为普通签证、外交签证、礼遇签证和公务签证。

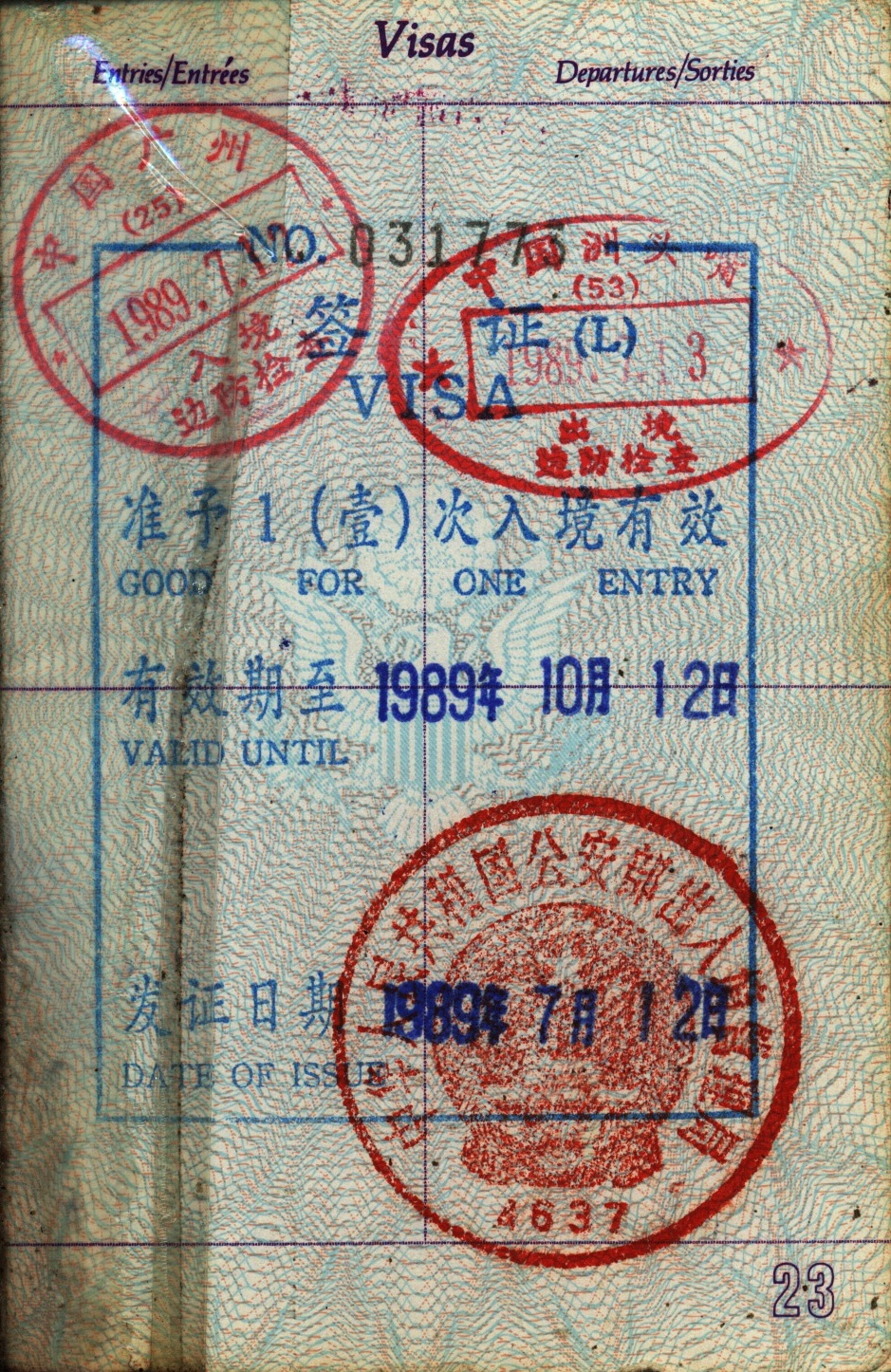
1989年加盖于美国护照上的单次有效中国口岸签证
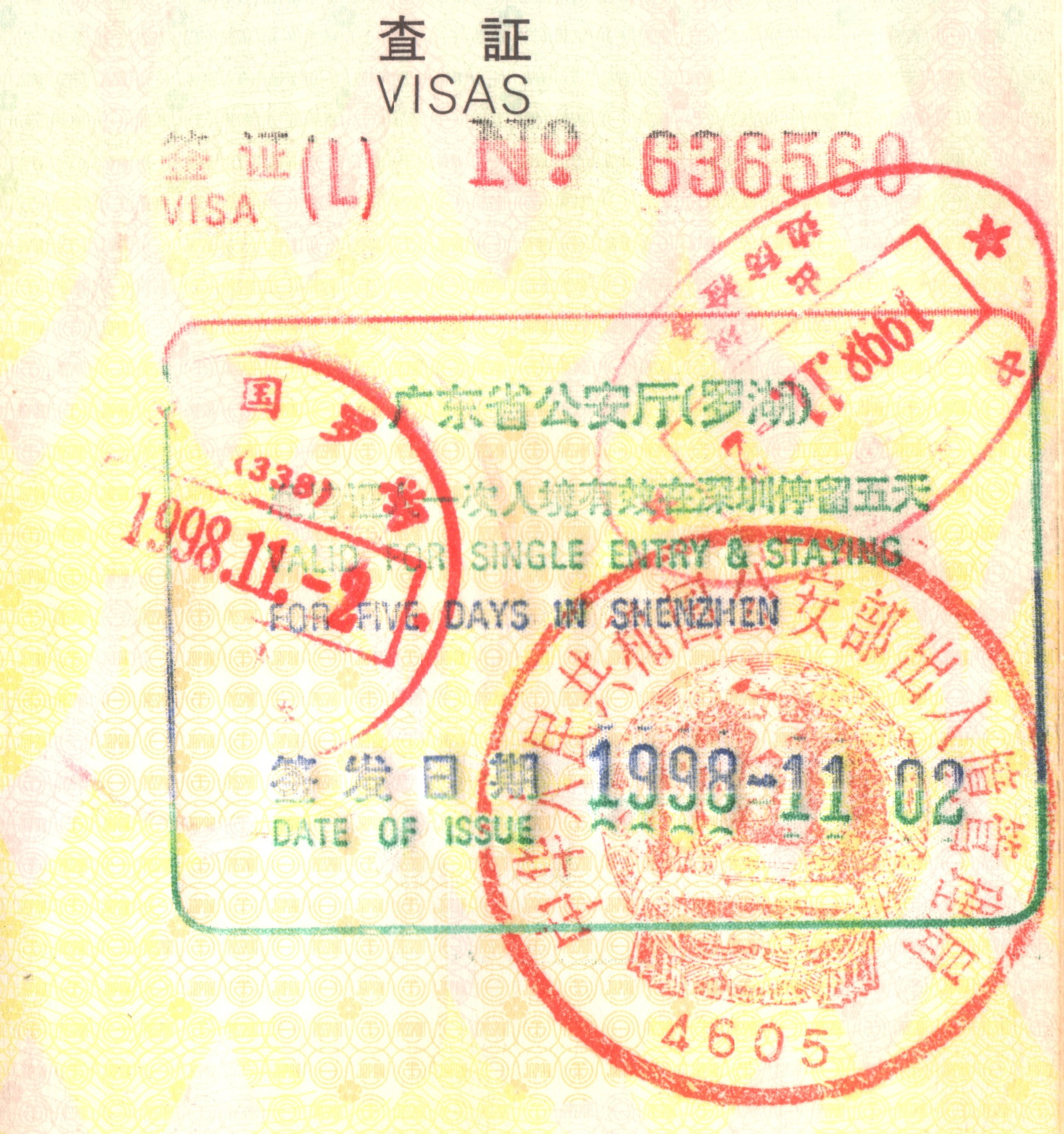
1998年羅湖口岸中國邊檢簽發的单次中国口岸签证
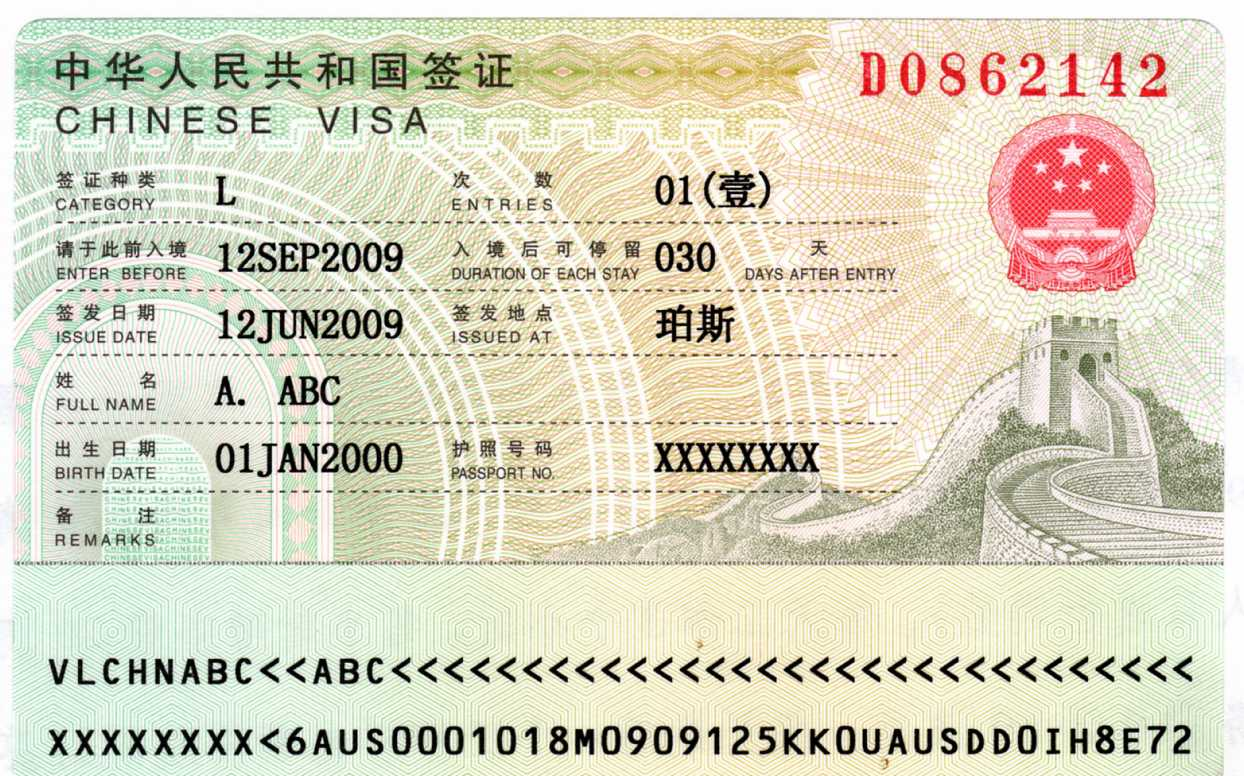
2009年中国驻珀斯总领事馆签发的单次入境旅游签证，部分签发机关（如外交部驻澳特派員公署）仍在签发此版本签证
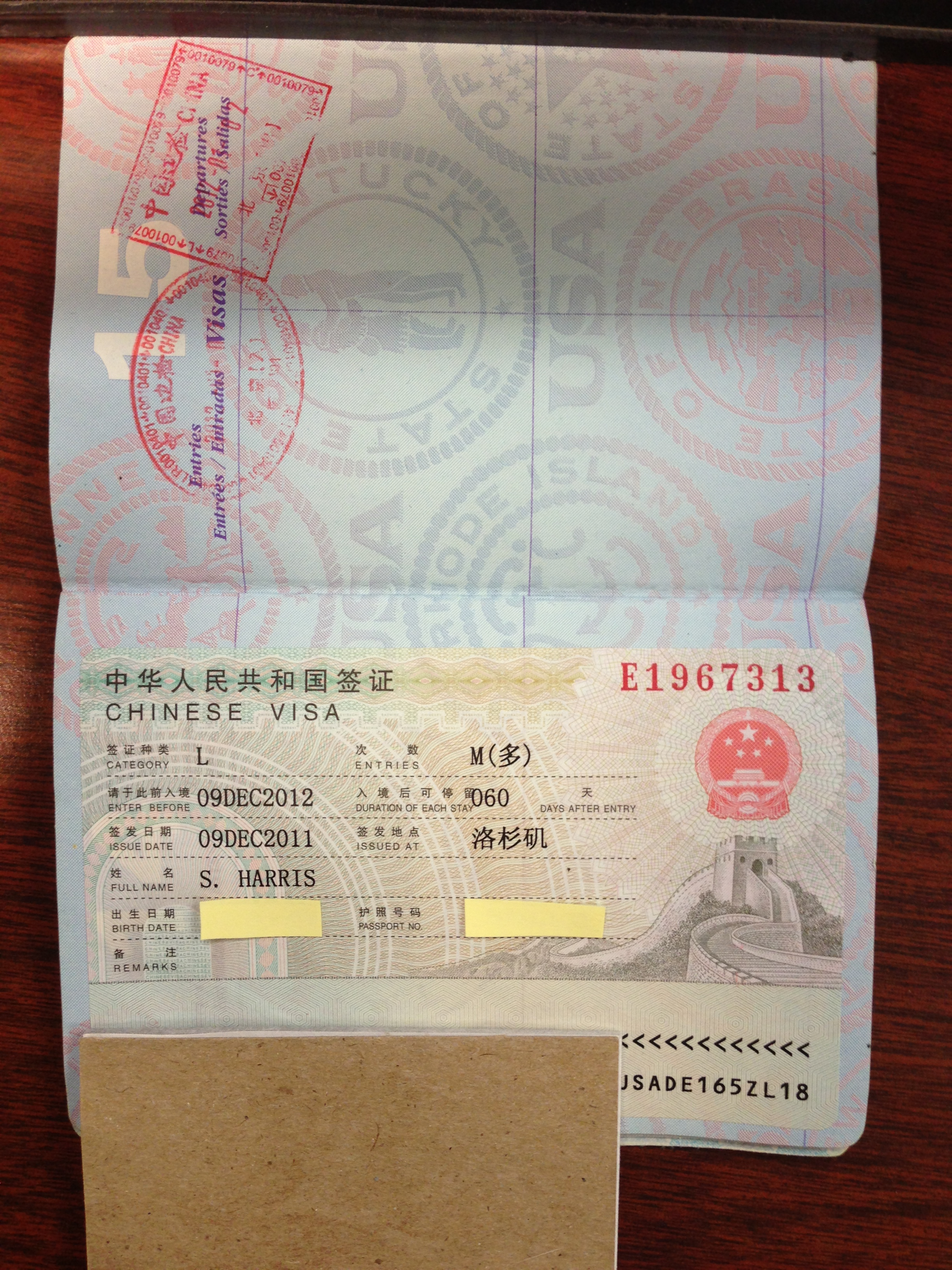
2011年签发的粘贴于美国护照上的60天多次往返中国旅游签证
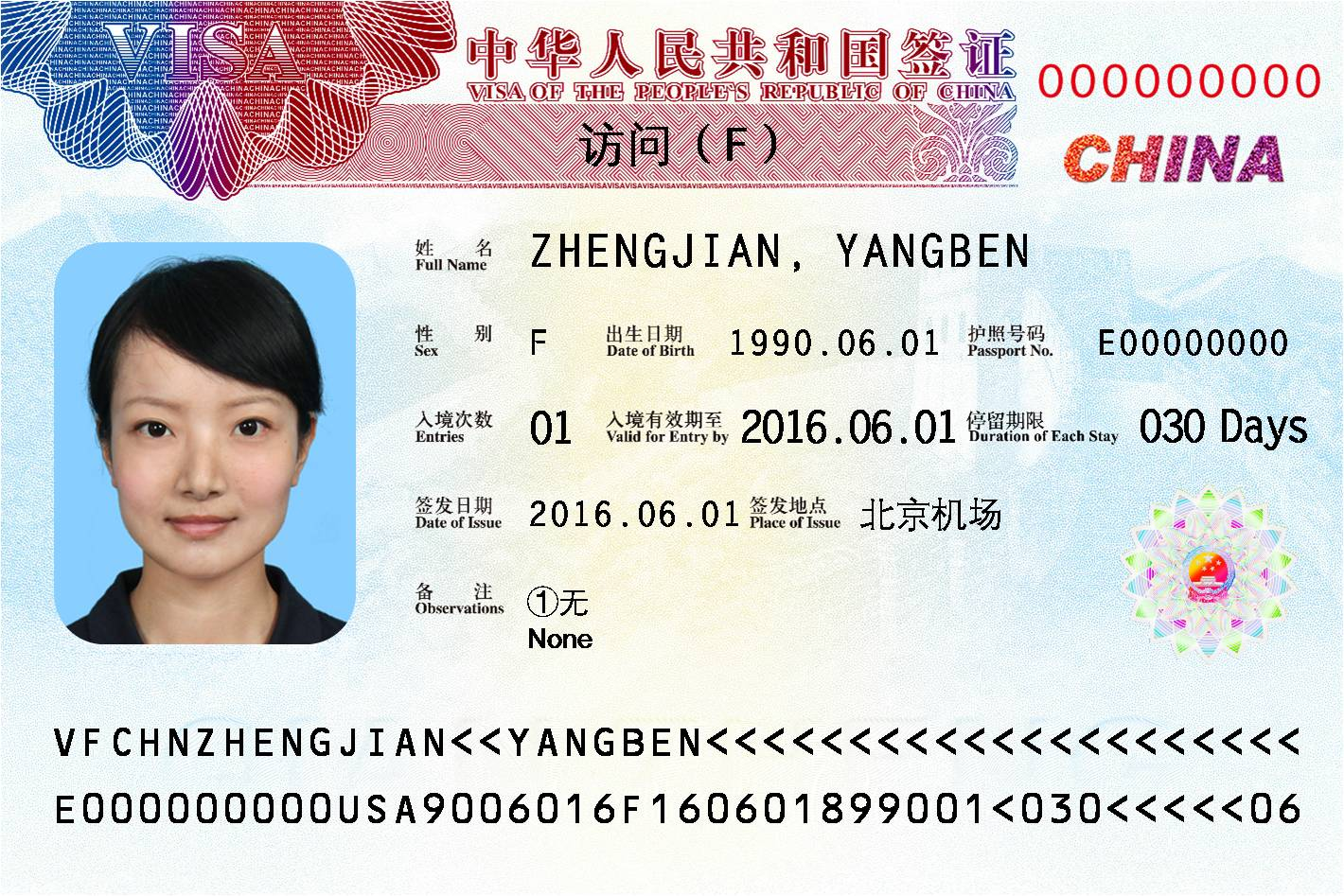
2019年6月1日起由公安機關出入境管理部门签发的新版中华人民共和国普通（访问）签证样本
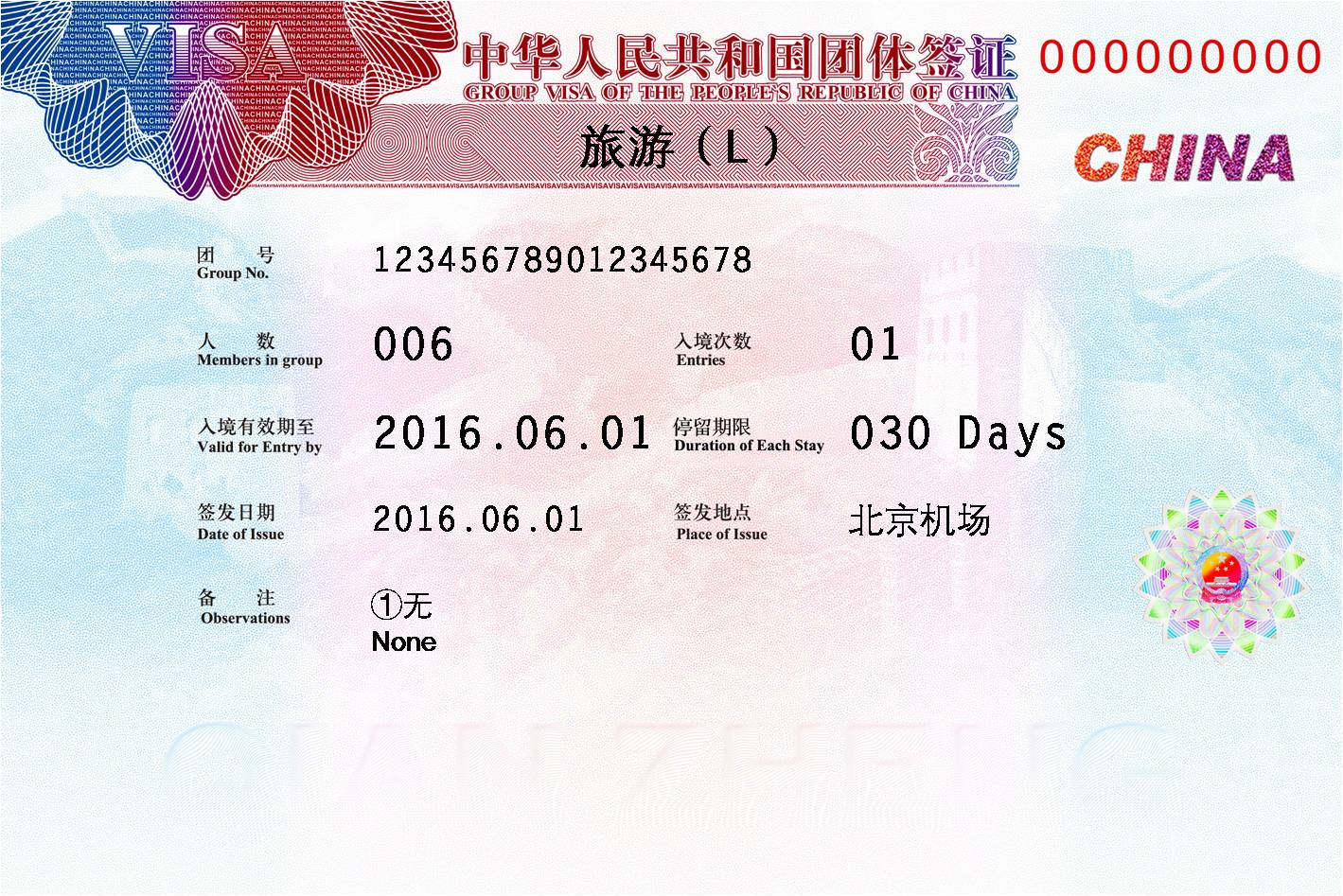
2019年6月1日起由公安機關出入境管理部门签发的新版中华人民共和国团体签证样本
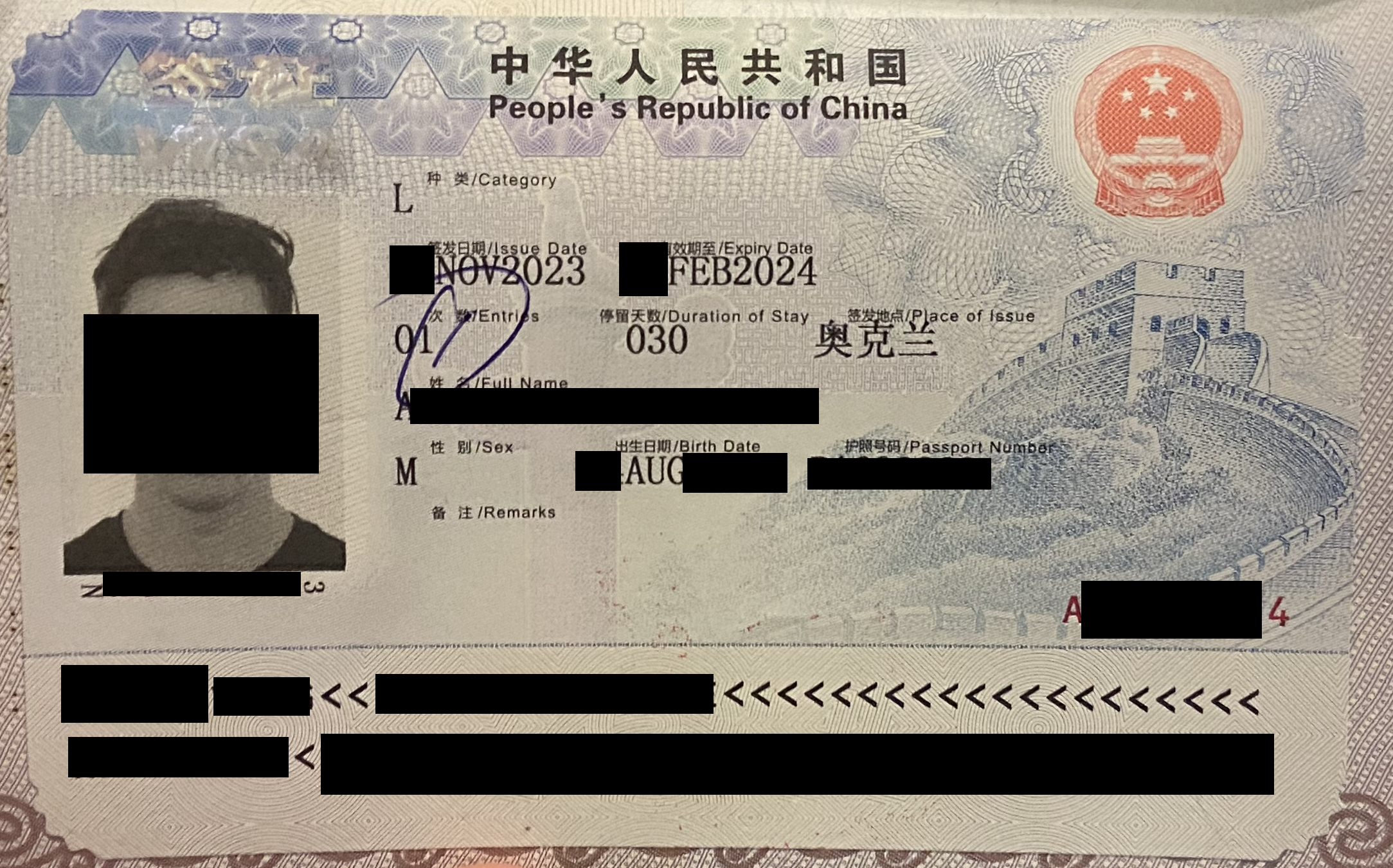
中國駐奧克蘭總領事館2023年簽發的30天單次中國旅遊簽證
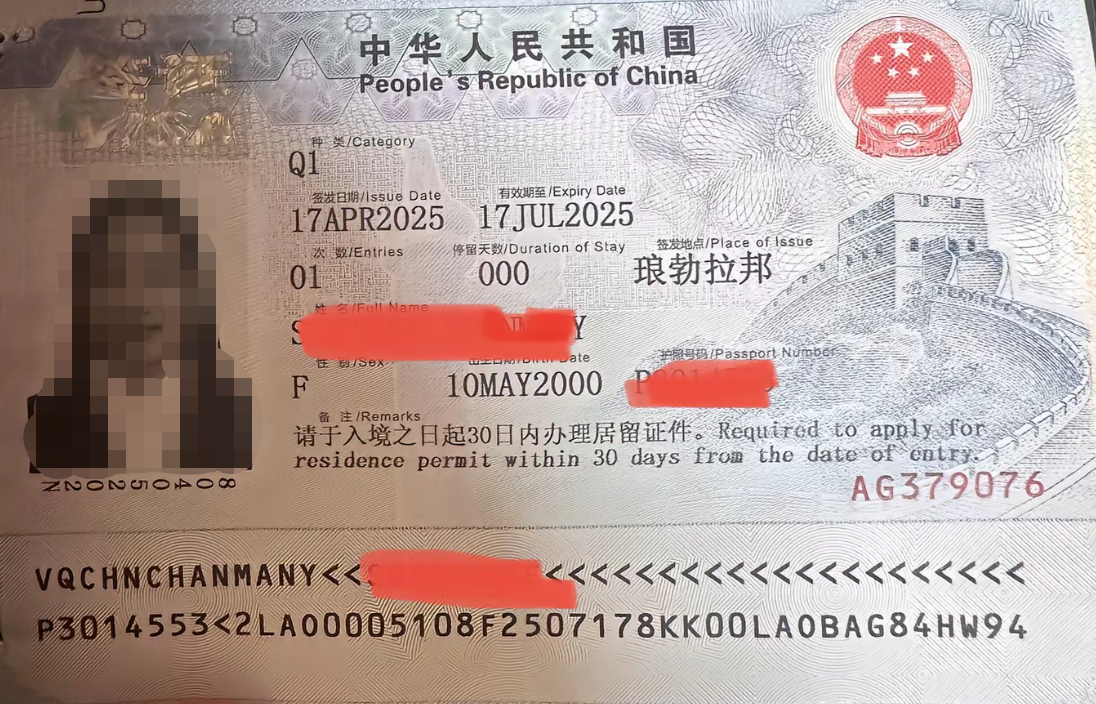
中国驻琅勃拉邦总领事馆2025年签发的家庭团聚签证，其签证备注栏注明须在入境之日起30日内办理居留证件
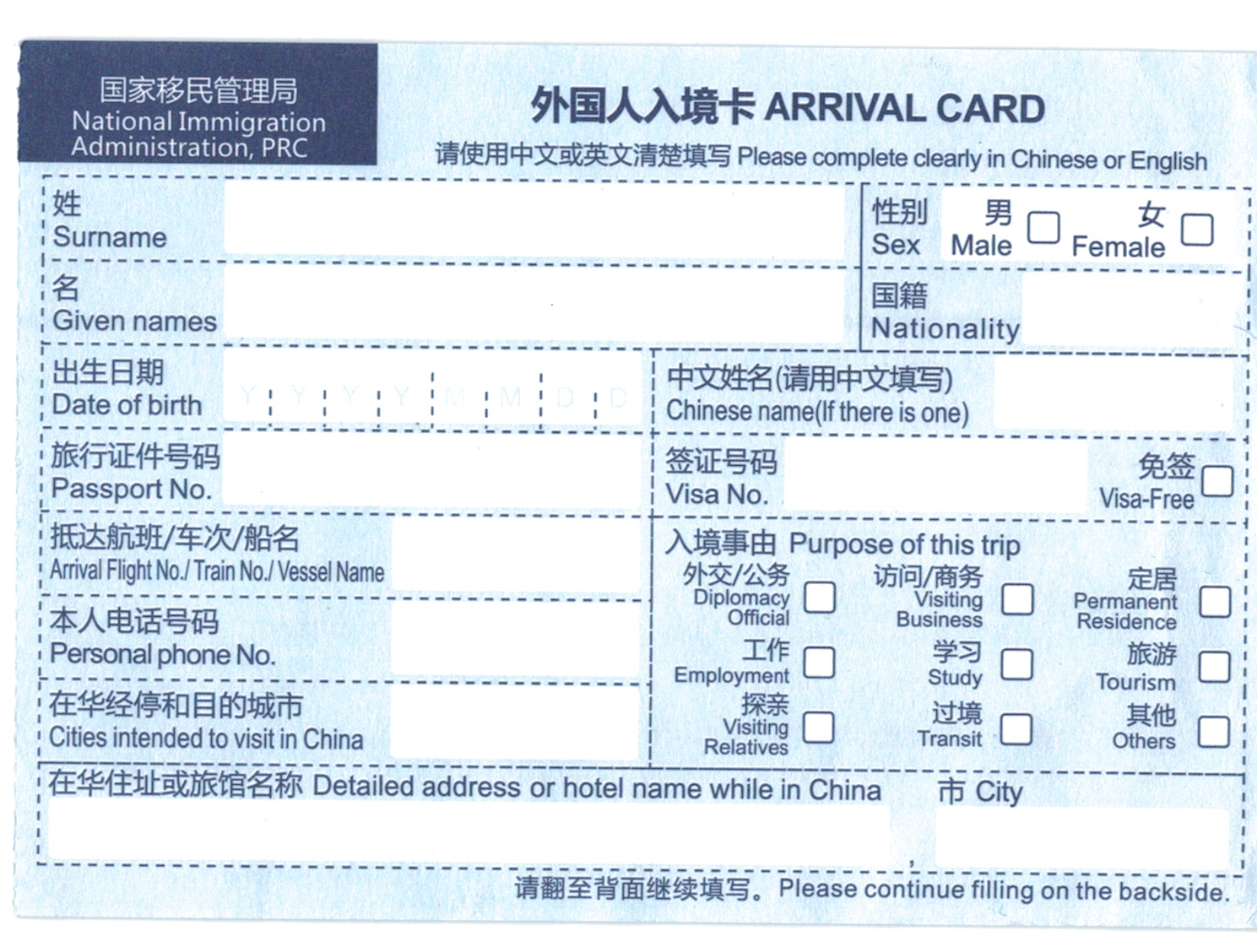
中国外国人入境卡（现行版本于2023年启用）

普通签证的代码根据签证类型的拼音首字母确定，其详细分类如下：
| 代码 | 类别             | 说明 |
| ---- | ---------------- | --- |
| C    | 乘务签证         | 签发给执行乘务、航空、航运任务的国际列车乘务员、国际航空器机组人员、国际航行船舶的船员及船员随行家属和从事国际道路运输的汽车驾驶员                                                      |
| D    | 定居签证         | 签发给赴中国永久居留的人员。中国政府自2004年8月15日起实施外国人永久居留制度 |
| F    | 访问签证         | 签发给赴中国从事交流、访问、考察等活动的人员（不涉及商务活动） |
| G    | 过境签证         | 签发给经中国过境前往其他国家和地区的人员 |
| J1   | 常驻记者签证     | 签发给常驻中国的外国记者。停留期超过180天 |
| J2   | 临时记者签证     | 签发给赴中国进行短期采访报道的外国记者。停留期不超过180天 |
| K    | 科技人才签证     | 签发给赴中国的外国青年科技人才。2025年10月1日起开始签发 |
| L    | 旅游签证         | 签发给赴中国旅游的人员 |
| M    | 商贸签证         | 签发给赴中国进行商业贸易活动的人员 |
| Q1   | 家庭团聚签证     | 签发给申请人应为中国公民的家庭成员或具有中国永久居留资格的外国人的家庭成员，或因寄养等原因申请入境居留的人员。停留期超过180天                                                           |
| Q2   | 探亲签证         | 签发给赴中国短期探亲的人员，申请人应为居住在中国境内的中国公民的亲属或具有中国永久居留资格的外国人的亲属。停留期不超过180天                                                             |
| R    | 人才签证         | 签发给中国需要的外国高层次人才和急需紧缺专门人才 |
| S1   | 长期私人事务签证 | 签发给赴中国长期探望因工作、学习等事由在中国境内居留的外国人，申请人应为该外国人的配偶、父母、未满18周岁的子女或配偶的父母；以及因其他私人事务需要在中国境内居留的人员。停留期超过180天 |
| S2   | 短期私人事务签证 | 签发给赴中国短期探望因工作、学习等事由在中国境内停留居留的外国人，申请人应为该外国人的家庭成员；因其他私人事务需要在中国境内停留的人员。停留期不超过180天                               |
| X1   | 长期学习签证     | 签发给在中国境内长期学习的人员。停留期超过180天 |
| X2   | 短期学习签证     | 签发给在中国境内短期学习的人员。停留期不超过180天 |
| Z    | 工作签证         | 签发给在中国境内工作和商业演出的人员 |

外交签证、礼遇签证和公务签证的签发范围和对象由中国外交部另行确定。持有中国外交签证或者与中国有相应互免签证协议的国家的外交护照的人士在中国境内享有外交豁免权。

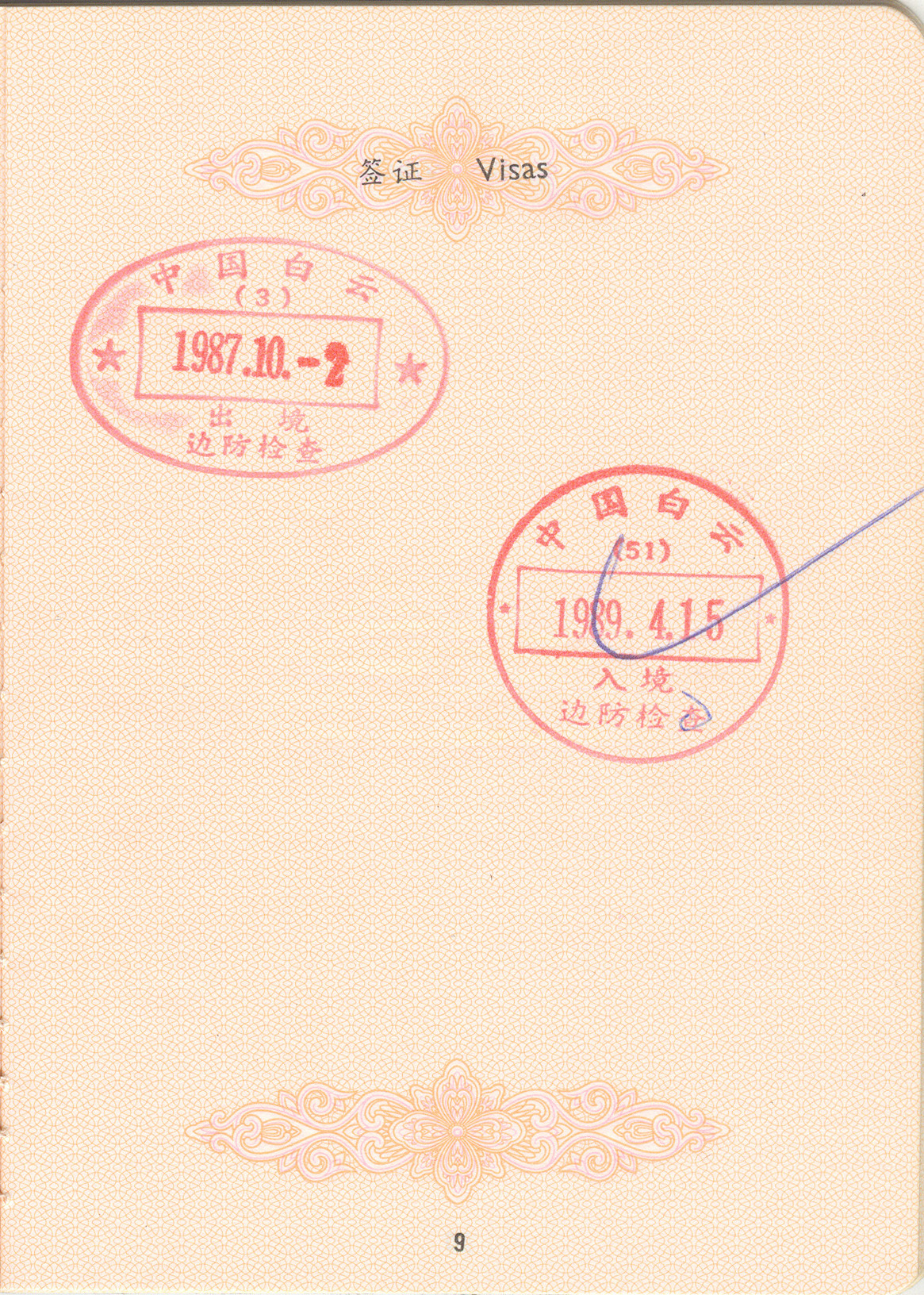
1989年的廣州白雲國際機場中國邊檢出境章
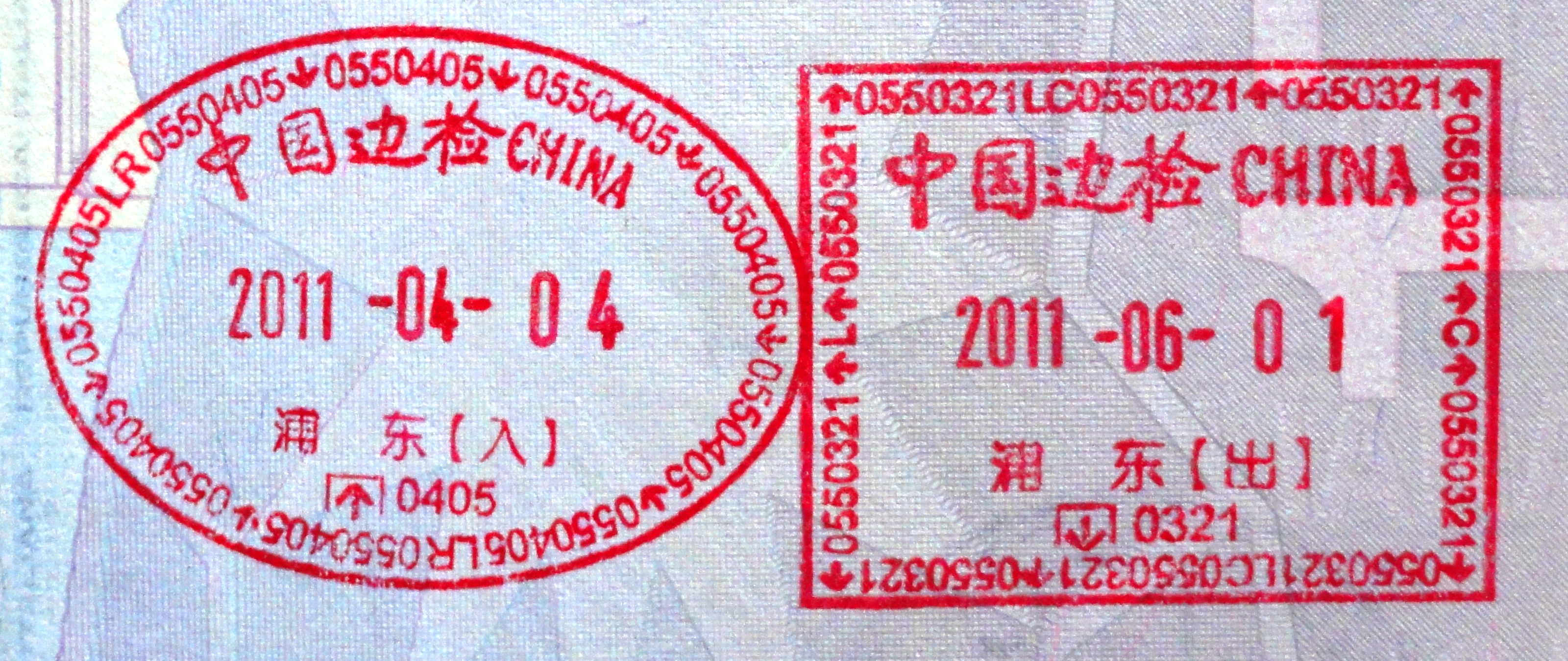
2011年上海机场出入境边防检查站（浦东机场）验讫章
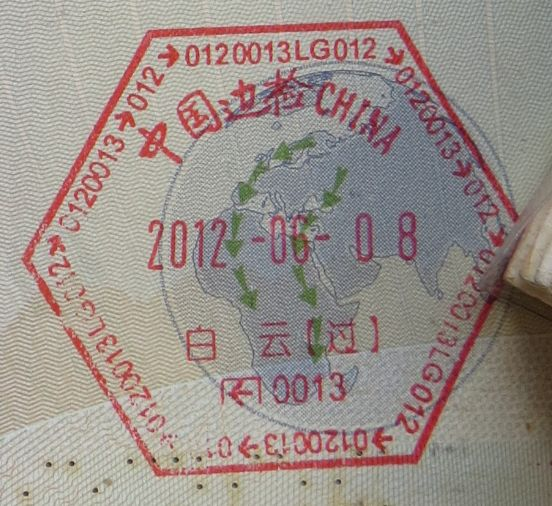
2012年廣州白雲機場中國邊檢過境章
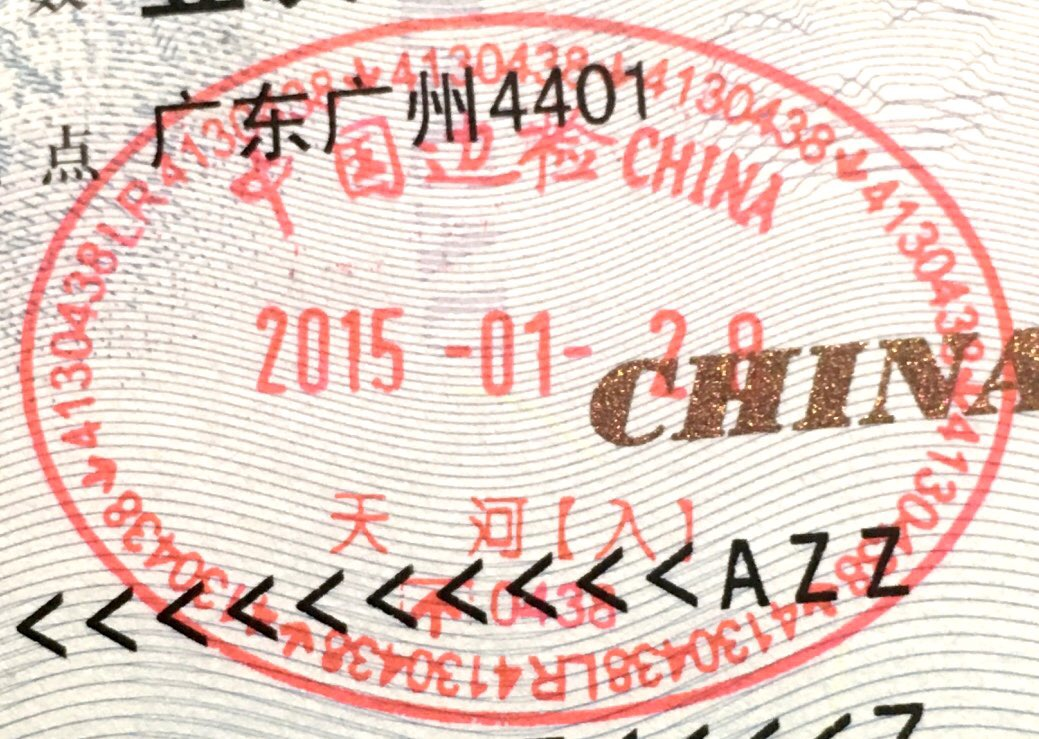
2015年廣州鐵路口岸（廣州東站）中國邊檢入境章
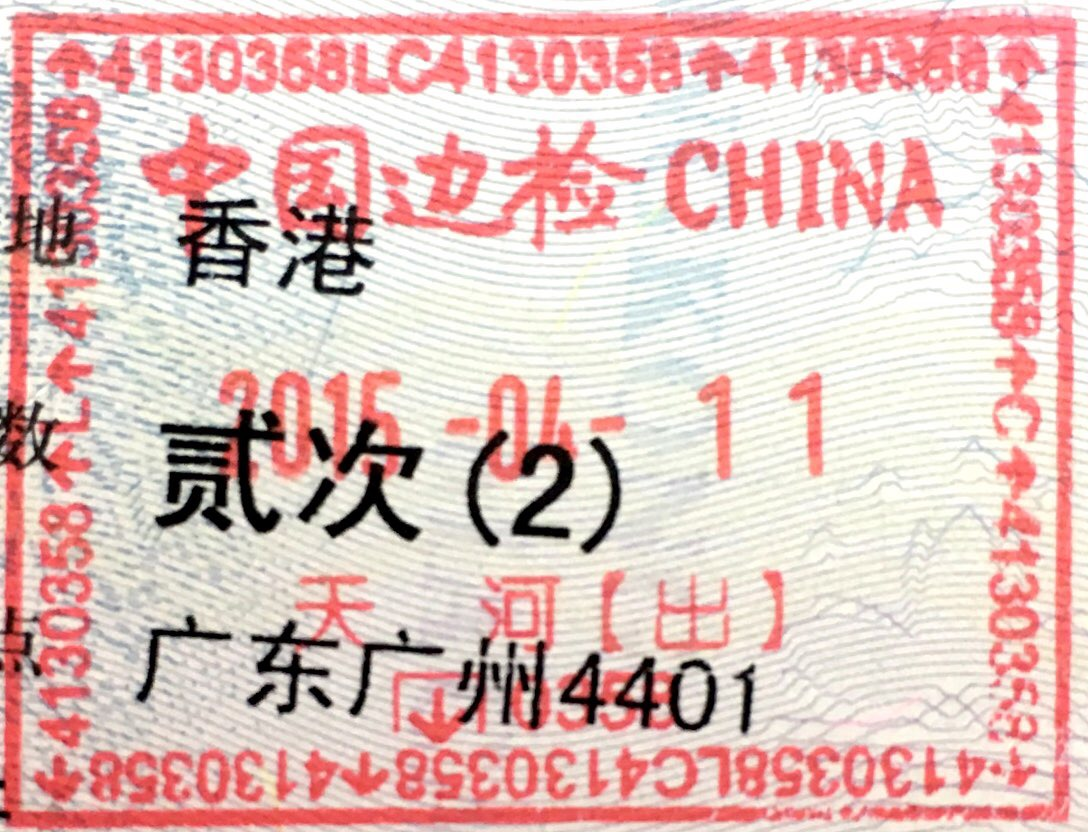
2015年廣州鐵路口岸（廣州東站）中國邊檢出境章
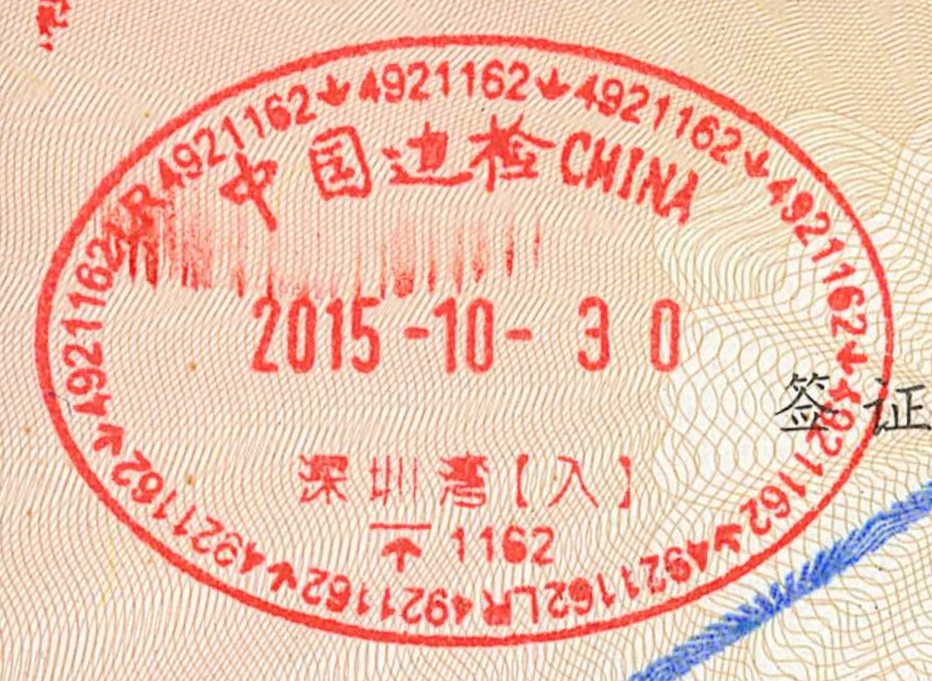
2015年深圳灣口岸中國邊檢入境章
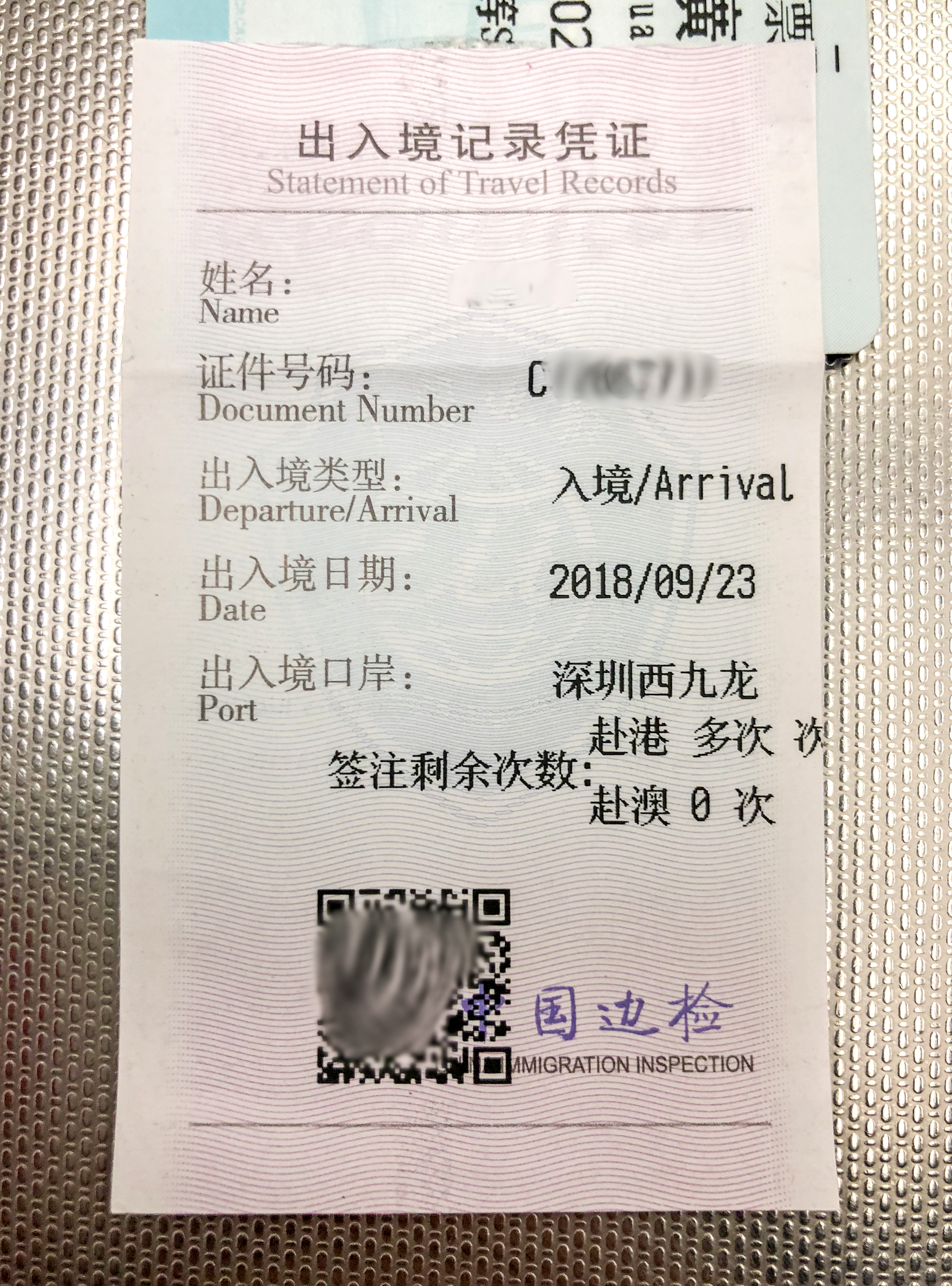
2018年香港西九龙站的中国边检出入境记录凭证
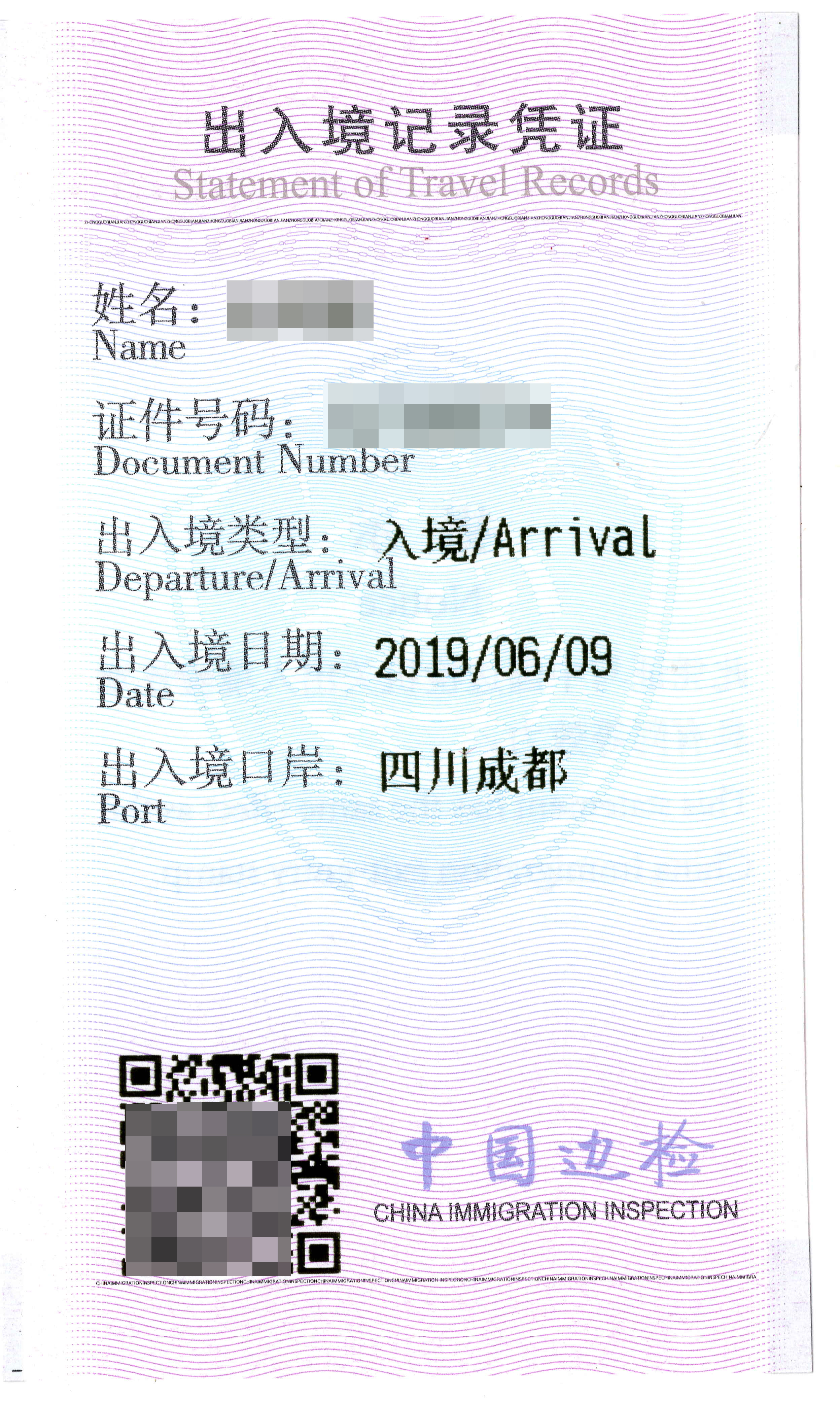
2019年成都双流国际机场的出入境记录凭证。

## 申请手续和费用
大多数情况下，申请者要求在本国境内的中国大使馆、领事馆或代办处以及通过指定的签证机构（中国签证申请服务中心，仅部分国家和地区）提前申请中国签证，对于第三国公民（即不在国籍所在国的使领馆申请）需要提供当地停居留证明。但是在特别的情况下，也可以申请落地签证。根据《中华人民共和国外国人入境出境管理条例》，除申请G字签证仅需提交前往目的地的交通票据，L字签证可选择提交交通票据和酒店订单或由中国境内单位或个人开具的邀请函外，在绝大多数国家或地区的使领馆或签证中心申请其他类型的签证均需提供由中国境内单位或个人开具的邀请函或其他由中国境内机构开具的相关证明文件。
中国对大部分国家的签证材料要求基本相同，以下情况除外：
- 美国公民自2023年12月1日起，申请中国旅游签证（L字）时无需提交行程单、往返交通票据和酒店订单。

- 持有香港或澳门居民身份（不区分非永久居民和永久居民）的外籍人士自2024年10月16日起，在当地签证中心申请中国签证时，无需提交往返交通票据和酒店订单[11][12]。

- 越南公民自2025年7月1日起，申请中国旅游签证（L字）时必须提交至少五千萬越南盾的银行存款证明，自由职业者须进一步提供三个月内的银行流水账单。

中国签证申请费用视类型，期限以及国籍而定，而申领方式又分为普通、加急、特急和邮寄4种方式，其费用亦视汇率和税率而定。根据公安部出入境管理局网站显示，中国签证申请费用最低为130元人民币（或等值货币），类型为一次有效的团体签证。目前，中国签证申请费用最高为420新西兰元（约合2000元人民币），为新西兰护照持有人申请一年多次往返签证。

### 签证互惠协议
截至2024年10月，中华人民共和国已与10个国家签订了签证互惠协议。其中，8个国家的公民入境中国大陆可获得长期有效的多次入境签证；另外对2个国家的公民采取减免或免交签证费的政策。
| 国家   | 签证最长有效期              | 适用签证类型                   | 申请费（普通申请程序）                                                                | 生效日期       |
| ------ | --------------------------- | ------------------------------ | ------------------------------------------------------------------------------------- | -------------- |
| 巴西   | 10年                        | 旅游、商贸                     | 160雷亚尔                                                                             | 2024年2月19日  |
| 阿根廷 | 10年                        | 旅游、商贸                     | 150美元                                                                               | 2017年6月15日  |
| 以色列 | 10年                        | 旅游、商贸、探亲、短期私人事务 | 100谢克尔                                                                             | 2016年11月11日 |
| 加拿大 | 10年                        | 旅游、商贸、探亲、短期私人事务 | 100加元                                                                               | 2015年3月9日   |
| 美国   | 10年                        | 旅游、商贸、探亲、短期私人事务 | 185美元                                                                               | 2014年11月11日 |
| 美国   | 5年                         | 长期学习                       | 185美元                                                                               | 2014年11月11日 |
|        | 5年                         | 旅游、商贸、探亲、短期私人事务 | 184.5澳元                                                                             | 2024年6月21日  |
| 南非   | 5年                         |                                |                                                                                       | 2018年10月1日  |
| 英国   | 2年 5年或10年（合资格人士） | 旅游、商贸、探亲、短期私人事务 | 85英镑                                                                                | 2016年1月11日  |
| 智利   | 未有变化                    | 访问、旅游、商贸、探亲         | 免费                                                                                  | 2015年7月1日   |
| 俄羅斯 | 未有变化                    | 所有类型                       | 一次入境：3,300卢布或50美元 两次入境：6,600卢布或100美元 多次入境：9,900卢布或150美元 | 2014年4月26日  |

### 瀾湄/东盟簽證（长期商务签证）
2024年11月7日，中国决定面向湄公河五国（柬埔寨、老挝、缅甸、泰国、越南）颁发“澜湄签证”，为符合条件的5国商务人员及其配偶、子女审发5年多次、最长停留期为180日来华签证。
2025年5月底，面向东盟10国和东盟观察员东帝汶推出“东盟签证”，为符合要求的11国商务人员及其配偶子女审发5年多次、停留期最长为180日的相应类别来华签证。
| 国家       | 签证最长有效期 | 适用签证类型 | 申请费（普通申请程序） | 生效日期      |
| ---------- | -------------- | ------------ | ---------------------- | ------------- |
| 柬埔寨     | 5年            | 商貿         | 46美元                 | 2024年11月7日 |
|            | 5年            | 商貿         | 15美元                 | 2024年11月7日 |
| 泰國       | 5年            | 商貿         | 3370泰銖               | 2024年11月7日 |
| 越南       | 5年            | 商貿         | 135美元                | 2024年11月7日 |
| 緬甸       | 5年            | 商貿         | 450美元                | 2024年11月7日 |
|            | 5年            | 商貿         | 42汶萊元               | 2025年6月3日  |
| 印度尼西亞 | 5年            | 商貿         | 120萬印尼盾            | 2025年6月3日  |
| 马来西亚   | 5年            | 商貿         | 90馬來西亞令吉         | 2025年6月3日  |
| 菲律賓     | 5年            | 商貿         | 3150菲律賓比索         | 2025年6月3日  |
| 新加坡     | 5年            | 商貿         | 65新元                 | 2025年6月3日  |
| 东帝汶     | 5年            | 商貿         | 68美元                 | 2025年6月3日  |

## 签证优惠政策

### 免签证入境

允许持普通护照免签证进入中国大陆地区的国家和地区
中国大陆
必须使用回乡证或台胞证入境
免签证（90天)
免签证（60天)
免签证（30天)
240小时过境免签（10天）
需要提前办理签证

持有某些国家的护照或其它有效证件的人可以从对外国人开放的口岸免签证进入中国并于规定的时间内逗留。

#### 普通护照（互免签证）
目前有28个国家与中国签署普通护照互免签证协议并生效，持有其普通护照的公民可以免签证进入中国大陆。
| 国家           | 停留期 | 签署日期       | 生效日期       | 备注 | 参考资料             |
| -------------- | ------ | -------------- | -------------- | --- | -------------------- |
| 圣马力诺       | 90天   | 1985年5月6日   | 1985年7月22日  | | [ 39 ]               |
| 塞舌尔         | 30天   | 2013年5月6日   | 2013年6月26日  | [ 40 ] |                      |
| 模里西斯       | 60天   | 2013年8月29日  | 2013年10月31日 | 协议规定停留期60天，但单方面给予中国公民90天停留期                                                                       | [ 41 ]               |
| 巴哈马         | 30天   | 2013年12月19日 | 2014年2月12日  | 协议规定停留期30天，但单方面给予中国公民90天停留期                                                                       | [ 42 ] [ 43 ]        |
| 斐济           | 30天   | 2014年11月22日 | 2015年3月14日  | 协议规定停留期30天，但单方面给予中国公民120天停留期                                                                      | [ 44 ]               |
| 格瑞那達       | 30天   | 2015年2月25日  | 2015年6月10日  | | [ 45 ]               |
|                | 30天   | 2016年6月9日   | 2016年8月19日  | [ 46 ] |                      |
| 塞爾維亞       | 30天   | 2016年11月5日  | 2017年1月15日  | 每60天可停留30天 | [ 47 ] [ 48 ]        |
|                | 30天   | 2017年3月24日  | 2017年6月1日   | | [ 49 ]               |
| 阿联酋         | 30天   | 2017年12月19日 | 2018年1月16日  | [ 50 ] [ 51 ] |                      |
|                | 90天   | 2017年11月28日 | 2018年5月29日  | 每180天可停留90天 | [ 52 ] [ 53 ]        |
| 白俄羅斯       | 30天   | 2018年6月10日  | 2018年8月10日  | 一年内可停留90天 | [ 54 ] [ 55 ]        |
|                | 30天   | 2018年7月9日   | 2018年12月21日 | | [ 56 ] [ 57 ]        |
| 亞美尼亞       | 90天   | 2019年5月26日  | 2020年1月19日  | 每180天可停留90天 | [ 58 ] [ 59 ]        |
| 苏里南         | 30天   | 2019年11月27日 | 2021年5月1日   | | [ 60 ] [ 61 ]        |
| 馬爾地夫       | 30天   | 2022年1月8日   | 2022年5月20日  | [ 62 ] |                      |
| 多米尼克       | 30天   | 2021年11月22日 | 2022年9月19日  | [ 63 ] [ 64 ] |                      |
| 阿尔巴尼亚     | 90天   | 2023年1月16日  | 2023年3月18日  | 每180天可停留90天 | [ 65 ]               |
|                | 30天   | 2023年5月17日  | 2023年11月10日 | 每180天总停留时间不超过90天                                                                                              | [ 66 ]               |
| 新加坡         | 30天   | 2024年1月25日  | 2024年2月9日   | | [ 69 ] [ 70 ]        |
| 泰國           | 30天   | 2024年1月28日  | 2024年3月1日   | 每180天总停留时间不超过90天；协议规定停留期30天，但自2024年7月15日起单方面给予包括中国公民在内的93个国家和地区60天停留期 | [ 71 ] [ 72 ] [ 73 ] |
| 安地卡及巴布達 | 30天   | 2024年1月24日  | 2024年5月11日  | 每180天总停留时间不超过90天                                                                                              | [ 74 ] [ 75 ]        |
|                | 30天   | 2024年4月10日  | 2024年5月28日  | 每180天总停留时间不超过90天                                                                                              | [ 76 ] [ 77 ]        |
| 所罗门群岛     | 30天   | 2024年11月7日  | 2024年12月28日 | 每180天总停留时间不超过90天                                                                                              | [ 78 ]               |
| 萨摩亚         | 30天   | 2025年1月23日  | 2025年4月2日   | 每180天总停留时间不超过90天                                                                                              | [ 79 ]               |
|                | 30天   | 2024年12月1日  | 2025年6月1日   | 每180天总停留时间不超过90天                                                                                              | [ 80 ]               |
|                | 30天   | 2025年4月23日  | 2025年7月16日  | 每180天总停留时间不超过90天                                                                                              | [ 81 ]               |
| 马来西亚       | 30天   | 2025年4月16日  | 2025年7月17日  | 每180天总停留时间不超过90天                                                                                              | [ 82 ]               |

#### 普通护照（其他情况）
| 国家         | 停留期 | 实施日期       | 备注 | 参考资料             | 簽證待遇是否對等？ |
| ------------ | ------ | -------------- | --- | -------------------- | ------------------ |
| 蒙古国       | 30天   | 1989年3月30日  | - 中国与蒙古（时为蒙古人民共和国）签署的互免签证协议赋予双方外交、公务和因公普通护照持有人入境或过境30日免签证待遇， - 由于蒙古国签发的所有普通护照均使用了类别代码“PE”，中国政府认为所有蒙古国签发的普通护照均为因公普通护照。因此，蒙古公民事实上享受中国的单方免签待遇。 - 2021年10月1日起，蒙古国向中国普通护照持有人提供30天电子签证待遇。 | [ 84 ] [ 85 ]        | 否                 |
|              | 30天   | 2016年8月18日  | - 中国与厄瓜多尔于2015年1月7日签署互免签证协议，2016年8月18日生效。 - 2024年7月1日起厄瓜多尔正式单方面暂停对华免签协议，但厄瓜多尔公民仍可以通过两国已经生效的互免签证协议免签证来华。 | [ 86 ] [ 87 ] [ 88 ] | 否                 |
|              | 30天   | 2003年7月1日   | - 2016年5月1日起，文莱向中国普通护照持有人提供14天落地签证待遇。 - 2025年3月8日起，文莱向中国普通护照持有人提供14天免签证待遇。 | [ 89 ] [ 90 ]        | 对等               |
| 法國         | 30天   | 2023年12月1日  | 临时性政策，有效期至2025年12月31日。 | [ 91 ]               | 否                 |
| 德国         | 30天   | 2023年12月1日  | 临时性政策，有效期至2025年12月31日。 | [ 91 ]               | 否                 |
| 荷蘭         | 30天   | 2023年12月1日  | 临时性政策，有效期至2025年12月31日。 | [ 91 ]               | 否                 |
| 西班牙       | 30天   | 2023年12月1日  | 临时性政策，有效期至2025年12月31日。 | [ 91 ]               | 否                 |
| 義大利       | 30天   | 2023年12月1日  | 临时性政策，有效期至2025年12月31日。 | [ 91 ]               | 否                 |
| 瑞士         | 30天   | 2024年3月14日  | 临时性政策，有效期至2025年12月31日。 | [ 91 ]               | 否                 |
| 愛爾蘭       | 30天   | 2024年3月14日  | 临时性政策，有效期至2025年12月31日。 | [ 91 ]               | 否                 |
| 比利时       | 30天   | 2024年3月14日  | 临时性政策，有效期至2025年12月31日。 | [ 91 ]               | 否                 |
| 匈牙利       | 30天   | 2024年3月14日  | 临时性政策，有效期至2025年12月31日。 | [ 91 ]               | 否                 |
| 奥地利       | 30天   | 2024年3月14日  | 临时性政策，有效期至2025年12月31日。 | [ 91 ]               | 否                 |
| 盧森堡       | 30天   | 2024年3月14日  | 临时性政策，有效期至2025年12月31日。 | [ 91 ]               | 否                 |
| 新西兰       | 30天   | 2024年7月1日   | 临时性政策，有效期至2025年12月31日。 | [ 92 ]               | 否                 |
|              | 30天   | 2024年7月1日   | 临时性政策，有效期至2025年12月31日。 | [ 92 ]               | 否                 |
| 波蘭         | 30天   | 2024年7月1日   | 临时性政策，有效期至2025年12月31日。 | [ 92 ]               | 否                 |
| 葡萄牙       | 30天   | 2024年10月15日 | 临时性政策，有效期至2025年12月31日。 | [ 93 ]               | 否                 |
| 希腊         | 30天   | 2024年10月15日 | 临时性政策，有效期至2025年12月31日。 | [ 93 ]               | 否                 |
| 賽普勒斯     | 30天   | 2024年10月15日 | 临时性政策，有效期至2025年12月31日。 | [ 93 ]               | 否                 |
| 斯洛維尼亞   | 30天   | 2024年10月15日 | 临时性政策，有效期至2025年12月31日。 | [ 93 ]               | 否                 |
| 挪威         | 30天   | 2024年11月8日  | 临时性政策，有效期至2025年12月31日。 | [ 94 ]               | 否                 |
| 丹麦         | 30天   | 2024年11月8日  | 临时性政策，有效期至2025年12月31日。 | [ 94 ]               | 否                 |
| 芬兰         | 30天   | 2024年11月8日  | 临时性政策，有效期至2025年12月31日。 | [ 94 ]               | 否                 |
| 斯洛伐克     | 30天   | 2024年11月8日  | 临时性政策，有效期至2025年12月31日。 | [ 94 ]               | 否                 |
| 冰島         | 30天   | 2024年11月8日  | 临时性政策，有效期至2025年12月31日。 | [ 94 ]               | 否                 |
| 安道尔       | 30天   | 2024年11月8日  | 临时性政策，有效期至2025年12月31日。 | [ 94 ]               | 否                 |
| 摩納哥       | 30天   | 2024年11月8日  | 临时性政策，有效期至2025年12月31日。 | [ 94 ]               | 否                 |
| 列支敦斯登   | 30天   | 2024年11月8日  | 临时性政策，有效期至2025年12月31日。 | [ 94 ]               | 否                 |
|              | 30天   | 2024年11月8日  | 临时性政策，有效期至2025年12月31日。 | [ 94 ]               | 否                 |
| 日本         | 30天   | 2024年11月30日 | 临时性政策，有效期至2025年12月31日。 | [ 83 ]               | 否                 |
| 保加利亚     | 30天   | 2024年11月30日 | 临时性政策，有效期至2025年12月31日。 | [ 83 ]               | 否                 |
| 羅馬尼亞     | 30天   | 2024年11月30日 | 临时性政策，有效期至2025年12月31日。 | [ 83 ]               | 否                 |
|              | 30天   | 2024年11月30日 | 临时性政策，有效期至2025年12月31日。 | [ 83 ]               | 否                 |
| 蒙特內哥羅   | 30天   | 2024年11月30日 | 临时性政策，有效期至2025年12月31日。 | [ 83 ]               | 否                 |
| 北馬其頓     | 30天   | 2024年11月30日 | 临时性政策，有效期至2025年12月31日。 | [ 83 ]               | 否                 |
| 馬爾他       | 30天   | 2024年11月30日 | 临时性政策，有效期至2025年12月31日。 | [ 83 ]               | 否                 |
| 爱沙尼亚     | 30天   | 2024年11月30日 | 临时性政策，有效期至2025年12月31日。 | [ 83 ]               | 否                 |
| 拉脫維亞     | 30天   | 2024年11月30日 | 临时性政策，有效期至2025年12月31日。 | [ 83 ]               | 否                 |
| 阿根廷       | 30天   | 2025年6月1日   | 臨時性政策，有效期至2026年5月31日。 | [ 96 ]               | 否                 |
| 巴西         | 30天   | 2025年6月1日   | 臨時性政策，有效期至2026年5月31日。 | [ 96 ]               | 否                 |
| 智利         | 30天   | 2025年6月1日   | 臨時性政策，有效期至2026年5月31日。 | [ 96 ]               | 否                 |
| 秘魯         | 30天   | 2025年6月1日   | 臨時性政策，有效期至2026年5月31日。 | [ 96 ]               | 否                 |
| 乌拉圭       | 30天   | 2025年6月1日   | 臨時性政策，有效期至2026年5月31日。 | [ 96 ]               | 否                 |
| 沙烏地阿拉伯 | 30天   | 2025年6月9日   | - 臨時性政策，有效期至2026年6月8日。 - 沙烏地阿拉伯和巴林对中国普通护照持有人提供落地签证待遇。 | [ 97 ]               | 否                 |
| 阿曼         | 30天   | 2025年6月9日   | - 臨時性政策，有效期至2026年6月8日。 - 沙烏地阿拉伯和巴林对中国普通护照持有人提供落地签证待遇。 | [ 97 ]               | 对等               |
| 科威特       | 30天   | 2025年6月9日   | - 臨時性政策，有效期至2026年6月8日。 - 沙烏地阿拉伯和巴林对中国普通护照持有人提供落地签证待遇。 | [ 97 ]               | 否                 |
| 巴林         | 30天   | 2025年6月9日   | - 臨時性政策，有效期至2026年6月8日。 - 沙烏地阿拉伯和巴林对中国普通护照持有人提供落地签证待遇。 | [ 97 ]               | 否                 |

##### 未来变化
中国与下列国家已签署普通护照互免签证协议但尚未正式生效。
| 国家 | 停留期 | 签署日期      | 生效日期 |
| ---- | ------ | ------------- | -------- |
| 阿曼 | 30天   | 2021年3月29日 | 尚未实施 |

#### 团体旅游
来自下列国家参加经过双方国家认可的旅游团的游客可以免签证入境：
| - 1 - 白俄羅斯1 - 1 | - 摩尔多瓦 |  |

| - 俄羅斯 |

1 - 该国游客可无条件免签证入境

#### 公务旅行证件

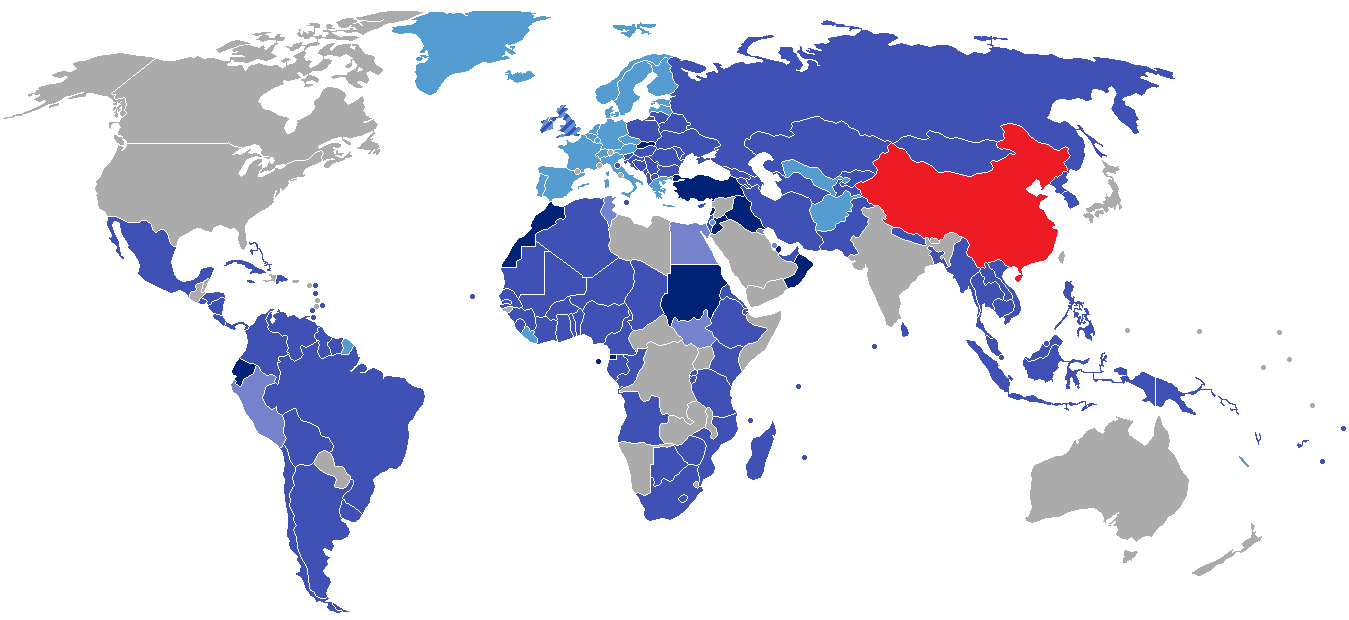
允许持公务旅行证件以免签形式入境中国大陆地区的国家和地区
中国大陆
持外交、官员或特别护照者无需签证
持外交、官员护照者无需签证
持外交或特别护照者无需签证
持外交护照者无需签证

持有下列158个国家（包括欧盟27个成员国以及1个联合国观察员国）的公务旅行证件（例如外交护照或公务护照）的外国人可以免签证进入中国内地并停留最多30天（特别注明除外）。此项待遇是对等的，持有相应公务旅行证件的中国公民也可以免签证前往下列国家并停留相同天数。
1. 阿尔巴尼亚 外 公 公普
2. 安哥拉 外 公
3. 阿尔及利亚外 公（90天）
4. / 阿富汗 外[註 7]
5. 阿根廷 外 官
6. 亞美尼亞 外 公 普
7. 外 公 普
8. 巴哈马 外 公 官 特
9. 外 公 官 普
10. 外 官
11. 白俄羅斯 外 公
12. 外 公 普
13. 玻利维亚 外 公 官
14. 外 公 普
15. 巴西 外 公 官
16. 外 公 官
17. 外 公公普
18. 外 公
19. 巴林外 特
20. 布吉納法索外 公
21. 喀麦隆 外 公
22. 外 公
23. 外 公
24. 外 公
25. 柬埔寨 外 公
26. 智利 外 公 官
27. 哥伦比亚 外 公 官
28. 刚果共和国 外 公
29. 外 公
30. 古巴 外 公 官 普
31. 外 公
32. 外 公 公团 官 普
33. 外 公
34. 多米尼克 外 公 官普
35. 外 公
36. 欧盟 外（90天）通行证 公 （仅限部分欧盟国家[註 8] ）
37. 外 公公普
38. 衣索比亞 外 公公普
39. 薩爾瓦多外 公 官 公普
40. 外 公 官 特
41. 埃及 外 特
42. 赤道几内亚 外 公 官
43. 东帝汶 外 公
44. 斐济 外 公 官 特
45. 外 公
46. 加彭 外 公
47. 外 公 普
48. 几内亚 外 公
49. 格瑞那達 外 公 官
50. 外 公 官 普
51. 外 官公
52. 以色列 外 公
53. 印度尼西亞 外 公
54. 伊朗 外 公
55. 伊拉克 外 特
56. 冰島 外
57. 牙买加 外 公 官
58. 约旦 外 公 特
59. 外 公
60. 外 公
61. 科威特 外 特
62. 外 公
63. 外 公 官 普
64. 賴索托 外 官
65. 黎巴嫩 外 特 公
66. 利比里亚 外
67. 外 公 公普
68. 马来西亚 外 公 官
69. 馬爾地夫 外 官普
70. 模里西斯 外 公 官 特
71. 墨西哥 外 公 官
72. 摩尔多瓦 外 公 普
73. 蒙古国 外 公 官 普
74. 蒙特內哥羅 外 公
75. 摩洛哥 外 公 （60天）
76. 緬甸 外 公 官
77. 毛里塔尼亚 外 公 官
78. 马达加斯加 外 公
79. 莫桑比克外 公
80. 密克羅尼西亞聯邦外 官
81. 尼泊尔 外 公 官
82. 尼日尔 外 公 官
83. 奈及利亞 外 公
84. 北馬其頓外 公 普
85. 挪威外（90天）
86. 尼加拉瓜外 公
87. 阿曼 外 公 特
88. 巴基斯坦 外 公 官 普
89. 秘魯 外 公 特
90. 菲律賓 外 公 官
91. 外 公
92. 巴拿马外 公
93. 巴勒斯坦外
94. 俄羅斯 外 公
95. 外 公
96. 卢旺达外 公
97. 外 官
98. 萨摩亚 外 公 官
99. 圣马力诺 外 公 （90天）
100. 塞内加尔 外 公
101. 塞爾維亞 外 官 普
102. 塞舌尔 外 公
103. 新加坡 外 官 普
104. 南非 外
105. 南蘇丹 外 特
106. 斯里蘭卡 外 官
107. 苏丹 外 公 官 特
108. 苏里南 外 公
109. 外 公
110. 聖多美和普林西比 外 公
111. 所罗门群岛外 公
112. 瑞士 外 （90天）
113. 多哥 外 公 公普
114. 外 公 普
115. 坦桑尼亚 外 公
116. 泰國 外 公 官
117. 外 官
118. 千里達及托巴哥 外 公 官
119. 突尼西亞 外 公 特
120. 土耳其 外 公 特 普
121. 外 公 普
122. 外 公
123. 乌克兰 外 公
124. 阿联酋 外 公 特
125. 乌拉圭 外 公 官
126. 外
127. 委內瑞拉 外 公
128. 越南 外 公
129. 外
130. 辛巴威 外 公

注：
- 外 - 外交护照
- 公 - 公务护照
- 公团 - 公务团体护照
- 官 - 官员护照
- 特 - 特别护照
- 普 - 加注“因公”字样的普通护照
- 通行证 - 欧盟通行证

#### 海员证
持证人可入境并停留最多30天。
- 立陶宛（限随船人员）
- 俄羅斯（限随船人员）
- 乌克兰（可停留90天）

#### 机组人员
与中国政府达成免签协议的航空公司的机组人员无需签证。

### 过境免签证

#### 24小时过境免签证
符合下列条件的外国护照持有者可在过境中国时免办签证：
- 从中国内地任意一个国际机场入出境
- 持有在24小时内去往第三地或第三国的机票并有已确认的座位
- 在抵达中国内地境内后的24小时内离开中国内地

与其他国家不同的是，中国的24小时过境免签证允许过境旅客在中国内地的其他转机点进行停留，并对在国内的航段数没有限制，但是旅客必须在24小时内离境。由于入境和离境不需为同一机场，旅客可在24小时内从航空口岸入境后乘坐不限航段次数的国内航班前往最终出境的航空口岸并出境，若无额外的国内航班，也可以在这24小时内离开机场禁区。由于此项规定的特殊性，所有过境旅客，不管是否离开机场的国际出发区，均需接受中国边检的检查并在护照上加盖过境章，但是从北京首都国际机场、北京大兴国际机场、上海浦东国际机场、杭州萧山国际机场、广州白云国际机场、深圳宝安国际机场、成都天府国际机场和西安咸阳国际机场过境的旅客若不离开国际出发区则可免办边检手续。在北京大兴国际机场换乘的外国旅客，若换乘时间少于24小时则无法使用24小时过境免签政策入境中国。加拿大和美国公民若在天津滨海国际机场、威海大水泊国际机场、西安咸阳国际机场或郑州新郑国际机场过境则不可在中国境内其他转机点停留（需乘坐国际航班从这些口岸直接出境）。而持联程客票免签过境且停留不超过24小时需要离开口岸的外国人，则需要向出入境边防检查机关申请办理临时入境许可。
该政策适用于所有国籍的旅客（即便有关国家未与中国建交），但中华民国护照持有者，英国国民（海外）护照持有者，香港特别行政区签证身份书持有者和澳門特別行政區旅行證持有者除外。其中台湾旅客需持有台胞证或中国旅行证，其余三种证件持有者则需持有回乡证和香港身份证或澳門身分證。但港澳居民持有香港特别行政区护照或澳门特别行政区护照搭乘国际或地区航班从境外过境内地机场前往第三国或地区時，如需在内地机场停留超过24小时或离开机场口岸限定区域办理转机、行李提取等手续，港澳居民应凭港澳居民来往内地通行证分别办理入境、出境边检手续。
以下国家的公民在乌鲁木齐天山国际机场转机时不适用于过境免签证规定并需持有签证：
| - 阿富汗 - 伊朗 - 伊拉克 - 吉爾吉斯 | - 奈及利亞 - 巴基斯坦 - 斯里蘭卡 | - 敘利亞 - 土耳其 - 葉門 |

以下国家的公民在广州白云国际机场转机时不适用于过境免签证规定并需持有签证：
- 敘利亞

此外，2024年1月11日起，外籍人员在北京首都機場、北京大兴機場、上海浦东機場、杭州萧山機場、厦门高崎機場、广州白云機場、深圳宝安機場、成都天府機場、西安咸阳機場9个国际机场，推行24小时直接过境旅客免办边检手续。持24小时内国际联程机票，经上述任一机场过境前往第三国或地区的出入境旅客，可以免办边检手续，直接免签过境。

#### 240小时口岸过境免签证

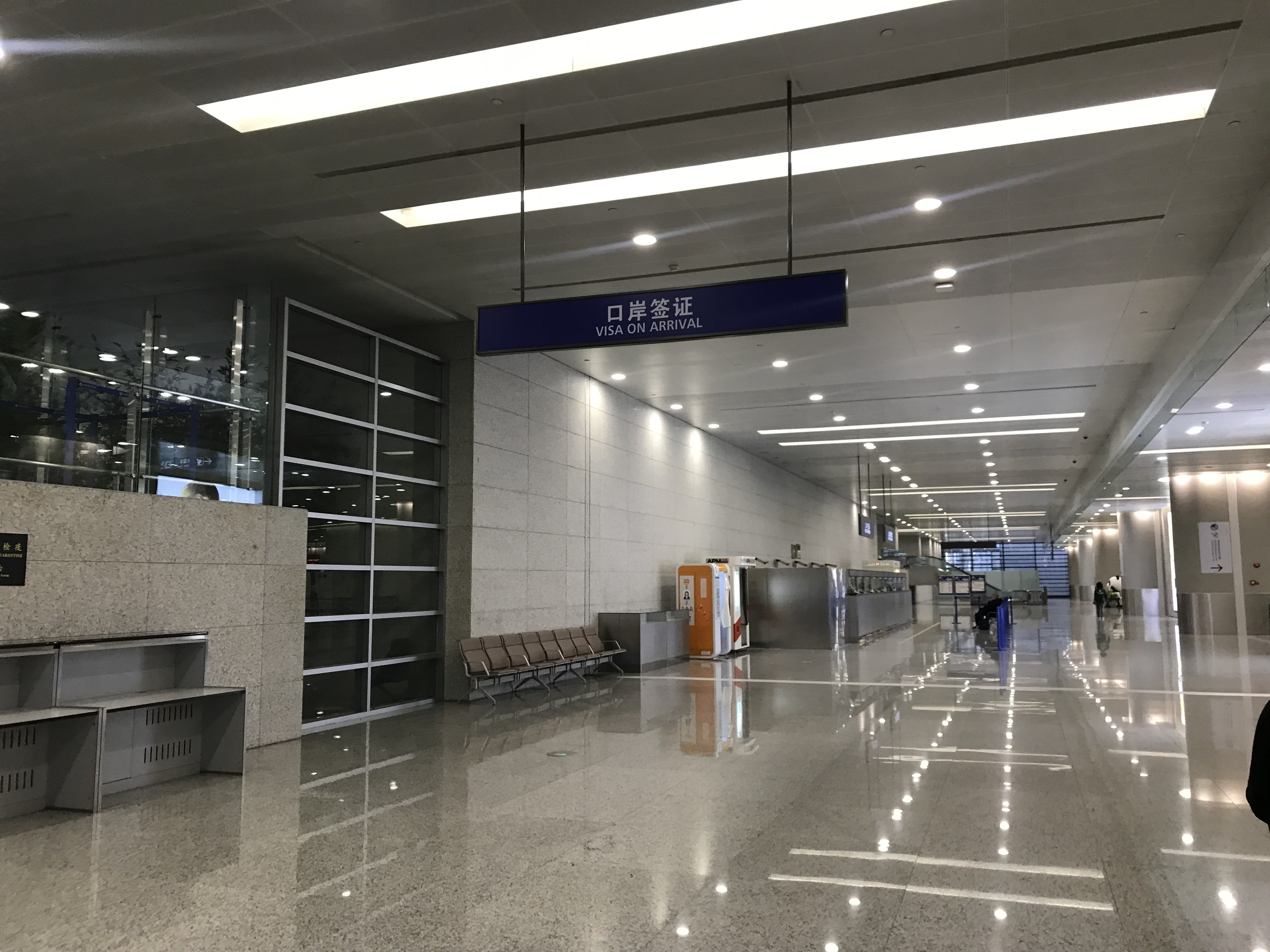
上海浦东国际机场2号航站楼的口岸签证办理点

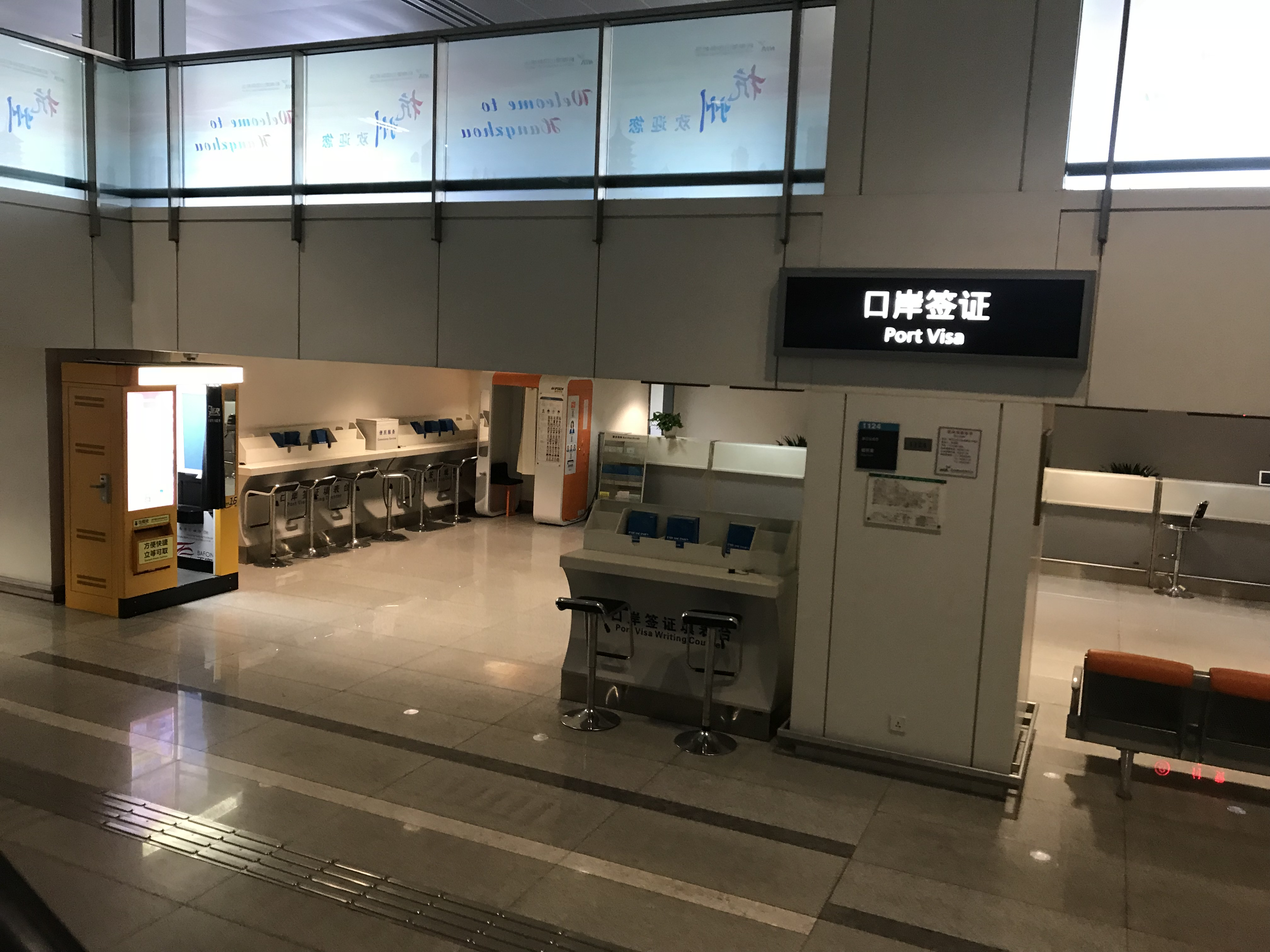
杭州萧山国际机场的口岸签证办理点

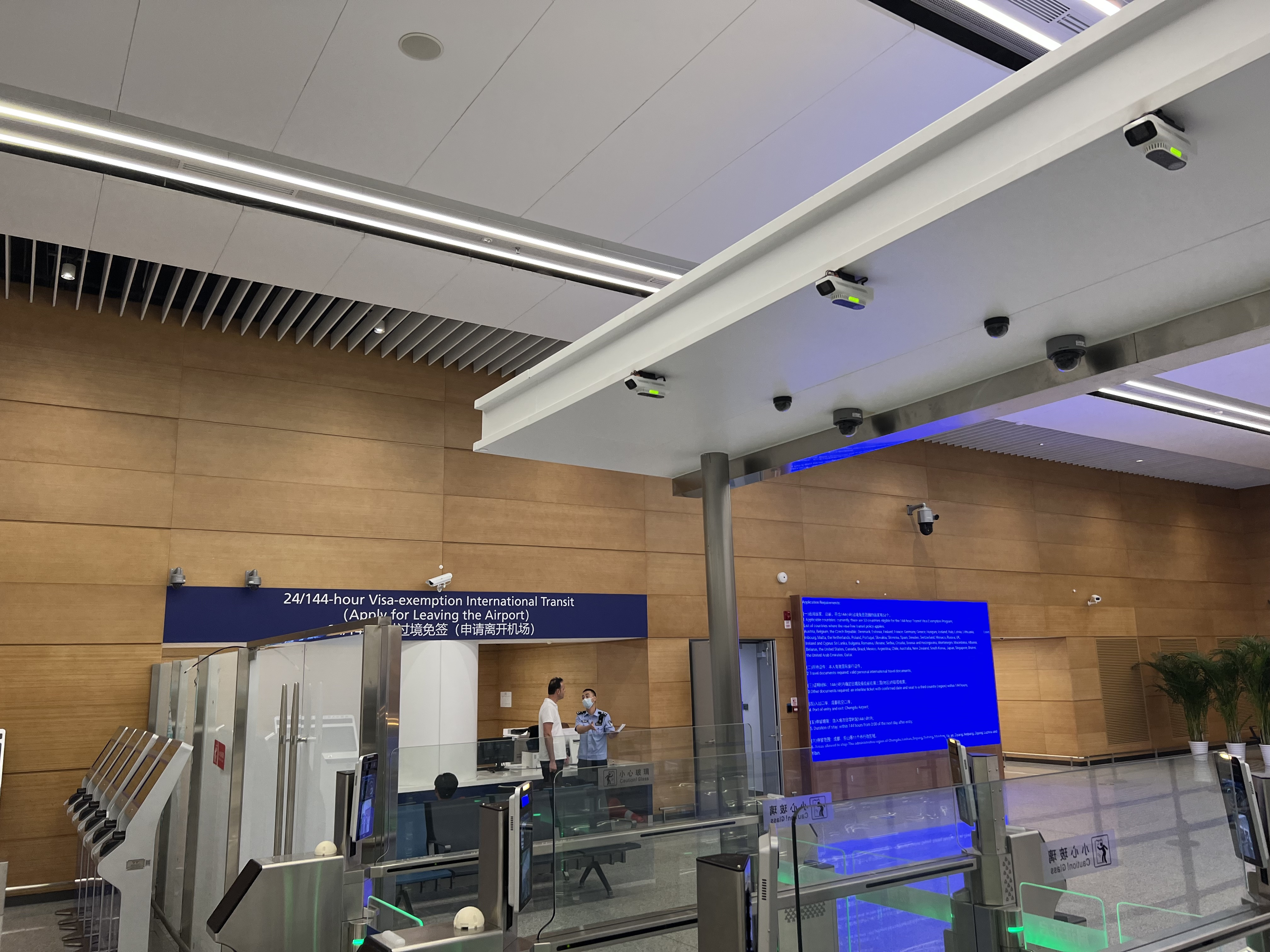
成都天府国际机场的过境免签办理点

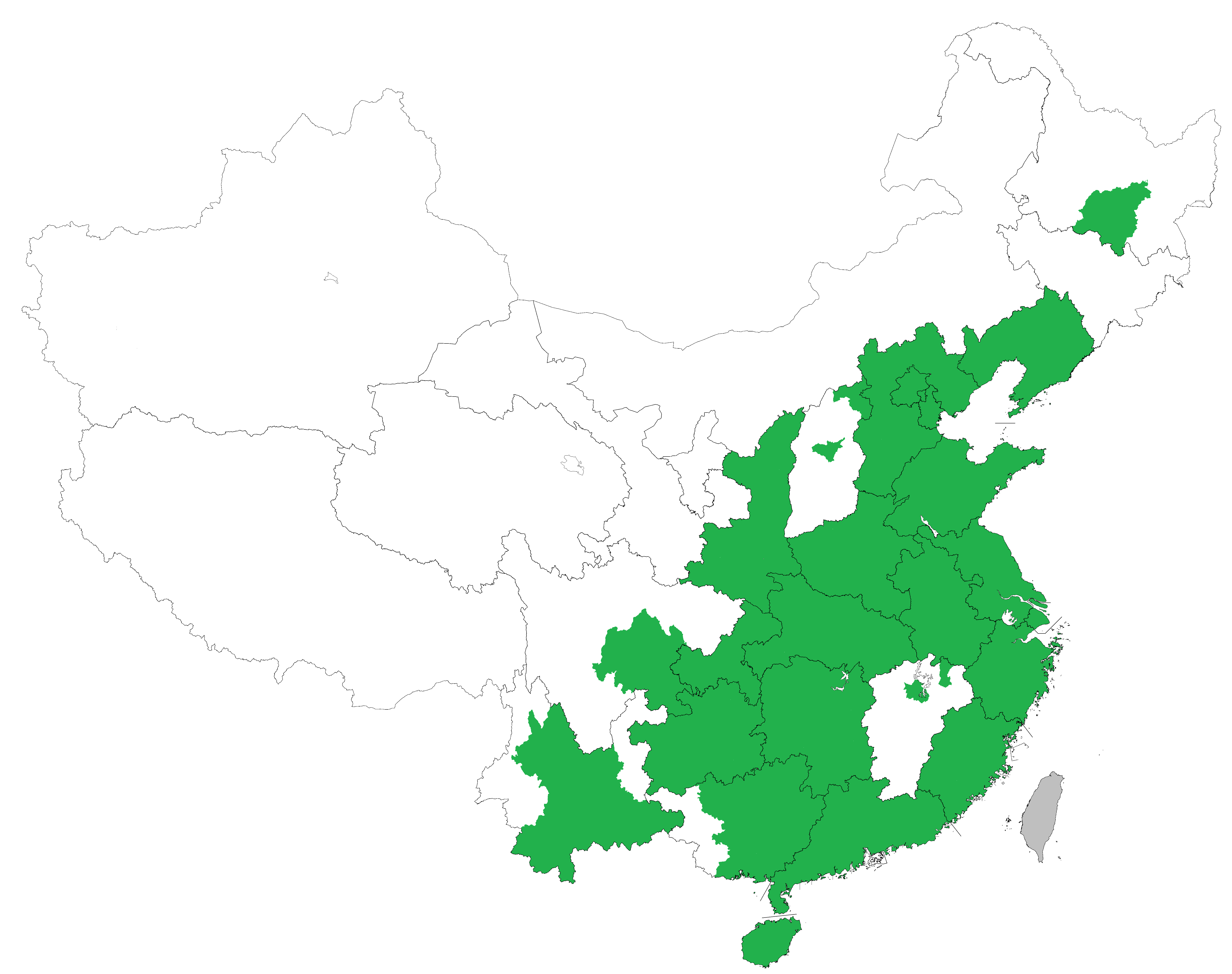
240小时口岸过境免签证可停留活动的地区

自2013年起，符合条件的外国人可以在中国境内的国际机场转机前往第三国时免签证停留72小时。2016年1月30日起，部分口岸入境停留期限增至144小时。2024年12月17日起，所有口岸的入境停留期限均延长为240小时，且扩大停留范围，允许在24个省（区、市）指定停留活动区域内跨省域旅行。截至2024年12月17日，共有60个口岸实施此政策，政策适用国家范围覆盖54国。
免签证過境的条件包括：
- 持有本人有效国际旅行证件（有效期不少于3个月）；符合前往第三国（地区）入境条件。
- 旅客从下列入境口岸根据过境免签政策入境的，其免签停留时限自入境次日0时起计算；[99][112][105]
- 持有240小時內前往第三國或地區[註 9]的證明[113]；并填写临时入境外国人入境卡。

适用口岸
| 所在省级行政区 | 入境口岸                                                       |
| -------------- | -------------------------------------------------------------- |
| 北京市         | 北京首都国际机场                                               |
| 北京市         | 北京大兴国际机场                                               |
| 天津市         | 天津滨海国际机场                                               |
| 天津市         | 天津国际邮轮母港                                               |
| 河北省         | 石家庄正定国际机场                                             |
| 河北省         | 秦皇岛海港（客运）                                             |
| 辽宁省         | 沈阳桃仙国际机场                                               |
| 辽宁省         | 大连周水子国际机场                                             |
| 辽宁省         | 大连港口岸（客运）                                             |
| 上海市         | 上海浦东国际机场                                               |
| 上海市         | 上海虹桥国际机场                                               |
| 上海市         | 上海海港口岸（客运） （上海港国际客运中心、 吴淞口国际邮轮港） |
| 江苏省         | 南京禄口国际机场                                               |
| 江苏省         | 无锡硕放机场                                                   |
| 江苏省         | 扬州泰州国际机场                                               |
| 江苏省         | 连云港海港口岸（客运）                                         |
| 浙江省         | 杭州萧山国际机场                                               |
| 浙江省         | 宁波栎社国际机场                                               |
| 浙江省         | 温州龙湾国际机场                                               |
| 浙江省         | 义乌机场                                                       |
| 浙江省         | 温州港口岸（客运）                                             |
| 浙江省         | 舟山港口岸（客运）                                             |
| 安徽省         | 合肥新桥国际机场                                               |
| 安徽省         | 黄山屯溪国际机场                                               |
| 福建省         | 福州长乐国际机场                                               |
| 福建省         | 厦门高崎国际机场                                               |
| 福建省         | 泉州晋江国际机场                                               |
| 福建省         | 武夷山机场                                                     |
| 福建省         | 厦门海港口岸（客运）                                           |
| 山东省         | 济南遥墙国际机场                                               |
| 山东省         | 青岛胶东国际机场                                               |
| 山东省         | 烟台蓬莱国际机场                                               |
| 山东省         | 威海大水泊国际机场                                             |
| 山东省         | 青岛海港口岸（客运）                                           |
| 河南省         | 郑州新郑国际机场                                               |
| 湖北省         | 武汉天河国际机场                                               |
| 湖南省         | 长沙黄花国际机场                                               |
| 湖南省         | 张家界荷花国际机场                                             |
| 广东省         | 广州白云国际机场                                               |
| 广东省         | 南沙港口岸（客运）                                             |
| 广东省         | 深圳宝安国际机场                                               |
| 广东省         | 蛇口港口岸（客运）                                             |
| 广东省         | 揭阳潮汕国际机场                                               |
| 海南省         | 海口美兰国际机场                                               |
| 海南省         | 三亚凤凰国际机场                                               |
| 重庆市         | 重庆江北国际机场                                               |
| 贵州省         | 贵阳龙洞堡国际机场                                             |
| 陕西省         | 西安咸阳国际机场                                               |
| 山西省         | 太原武宿国际机场                                               |
| 黑龙江省       | 哈尔滨太平国际机场                                             |
| 江西省         | 南昌昌北国际机场                                               |
| 广西壮族自治区 | 南宁吴圩国际机场                                               |
| 广西壮族自治区 | 桂林两江国际机场                                               |
| 广西壮族自治区 | 北海福成国际机场                                               |
| 广西壮族自治区 | 北海海港口岸（客运）                                           |
| 四川省         | 成都双流国际机场                                               |
| 四川省         | 成都天府国际机场                                               |
| 云南省         | 昆明长水国际机场                                               |
| 云南省         | 丽江三义国际机场                                               |
| 云南省         | 磨憨铁路口岸                                                   |

允许停留区域
- 北京市
- 天津市
- 河北省
- 山西省太原市、大同市
- 辽宁省
- 黑龙江省哈尔滨市
- 上海市
- 江苏省
- 浙江省
- 安徽省
- 福建省
- 江西省南昌市、景德镇市
- 山东省
- 河南省
- 湖北省
- 湖南省
- 广东省[註 12]
- 广西壮族自治区南宁市、柳州市、桂林市、梧州市、北海市、防城港市、钦州市、贵港市、玉林市、贺州市、河池市、来宾市
- 海南省
- 重庆市
- 四川省成都市、乐山市、德阳市、遂宁市、眉山市、雅安市、资阳市、内江市、自贡市、泸州市、宜宾市
- 贵州省
- 云南省昆明市、丽江市、玉溪市、普洱市、楚雄州、大理州、红河州、文山州、西双版纳州
- 陕西省

适用国家
- 奥地利○
- 白俄羅斯○
- 比利时○
- 捷克
- 丹麦○
- 爱沙尼亚○
- 芬兰○
- 法国○
- 德国○
- 希腊○
- 匈牙利○
- 冰岛○△
- 意大利○
- 拉脱维亚○
- 立陶宛
- 卢森堡○
- 马耳他○
- 荷兰○
- 波兰○
- 葡萄牙○
- 斯洛伐克○
- 斯洛文尼亚○
- 西班牙○
- 瑞典
- 瑞士○
- 俄罗斯
- 英国
- 爱尔兰○
- 塞浦路斯○
- 保加利亚○
- 罗马尼亚○
- 乌克兰
- 塞尔维亚○
- 克罗地亚○
- 波黑○
- 黑山○
- 北馬其頓○
- 阿尔巴尼亚○
- 摩纳哥○
- 挪威○
- 美国△
- 加拿大△
- 巴西○
- 墨西哥
- 阿根廷○
- 智利○
- 澳大利亚○△
- 新西兰○△
- 阿联酋○
- 卡塔尔○
- 新加坡○
- 文莱○
- 日本○△
- 韩国○
- 印度尼西亚

注：

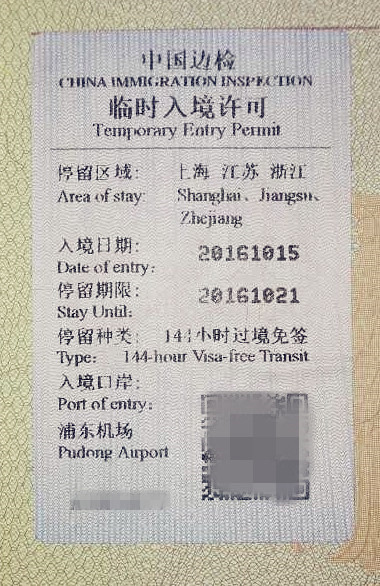
上海浦东国际机场自2016年10月15日起签发的贴纸式144小时过境免签临时入境许可

- ○ - 持有该国普通护照的旅客还可以根据无条件免签证政策入境，因此即使此类旅客入境中国的目的为转机，也可最多停留与免签证期限相同的天数。
- △ - 持有该国公务旅行证件（例如外交、公务护照）的旅客都不符合无条件免签证入境政策，因此此类旅客只能利用此政策转机。

对于通过240小时口岸过境免签证政策入境的外国人，如需延长停留时间或者前往规定的活动范围以外的区域，则需要向当地的出入境管理部门申请办理签证。对于所持证件有效期不足3个月，或曾被中国签证机关拒发签证，或曾在五年内有非法出入境、非法居留、非法就业的外国人，不能申请过境免签。
根据国家移民管理局统计，自2013年1月至2023年10月，已有超过50万人次符合条件的外国人通过该政策进入中国大陆。

### 亚太经合组织商务旅游证
持有背面栏位标有“CHN”字样的亚太经合组织商务旅行证的下列国家或地区的公民可以免签证进入中国并停留60天并可在入境时使用专用通道。
2023年4月23日，商务部国际贸易谈判代表兼副部长王受文在国务院政策吹风会上表示，为进一步便利亚太地区商务人员往来，中国一方将于5月1日起接受外方APEC商务旅行卡虚拟卡持卡人入境。
- 智利
- 香港△
- 印度尼西亞
- 日本
- 马来西亚
- 墨西哥
- 新西兰
- 秘魯
- 菲律賓
- 俄羅斯
- 新加坡
- 泰國
- 越南

注：
- △ - 仅限香港永久居民中的非中国籍人士，中国籍人士须使用港澳居民来往内地通行证等证件。
- 中华台北虽然是该计划的参与者，但台湾居民并不能使用APEC商务旅行卡进入中国大陆，仍需办理台湾居民来往大陆通行证等证件。[119]

### 人才性签证优惠
2018年起實施，目前優惠制度判斷人才的方式以《外国人来华工作分类标准（试行）》相關規定為準，符合“高精尖缺”和市场需求导向的科学家、科技领军人才、国际企业家、专门人才和高技能人才可以適用，通過者可以獲發5年或10年有效、多次入境、每次停留180天的人才签证，其配偶及未成年子女也将发有效期相同、多次入境的相应种类签证。重點人才最短可在申请次日获得批准得到《外国高端人才确认函》，一般為5到10日且免除申请费用，家属也免交签证费和急件费，「零费用」办理為其政策重點。

## 区域性签证优惠

### 海南自由贸易港

#### 個人免簽證
自2018年5月1日起，下列國家持普通護照的公民，有在海南省設立的旅行社接待（2019年7月起取消此项要求），可從海南對外開放口岸免辦簽證入境，在海南省行政區域內（仅限海南岛本岛）停留30天。另外，台灣民眾可在海南口岸辦理三個月一次出入境有效的《台灣居民來往大陸通行證》。
2019年7月，公安部、国家移民管理局发布支持海南全面深化改革政策，包括：拓展外国人免签入境渠道，将旅行社邀请接待模式扩展为外国人自行申报免签入境或通过单位邀请接待免签入境。扩大外国人免签入境事由，在59国人员入境海南旅游免签基础上，允许外国人以商贸、访问、探亲、医疗、会展、体育竞技等事由免签入境海南，工作、学习事由除外。
2024年2月9日，国家移民管理局发布公告，决定扩大部分国家人员免签入境海南事由，允许免签人员以商贸、访问、探亲、医疗、会展、体育竞技等需要免签入境海南。
- 阿尔巴尼亚○
- 阿根廷○
- 奥地利○
- 白俄羅斯○
- 比利时○
- 巴西○
- 保加利亚○
- 加拿大△
- 智利○
- 賽普勒斯○
- 捷克
- 丹麦○
- 爱沙尼亚○
- 法國○
- 芬兰○
- 德国○
- 希腊○
- 匈牙利○
- 冰島○△
- 印度尼西亞
- 愛爾蘭○
- 義大利○
- 日本○△
- 拉脫維亞○
- 立陶宛
- 盧森堡○
- 馬爾他○
- 马来西亚○
- 墨西哥○
- 摩納哥○
- 蒙特內哥羅○
- 荷蘭○
- 新西兰○△
- 北馬其頓○
- 挪威○
- 菲律賓
- 波蘭○
- 葡萄牙○
- 羅馬尼亞○
- 俄羅斯
- 塞爾維亞○
- 新加坡○
- 斯洛伐克○
- 斯洛維尼亞○
- 西班牙○
- 瑞典
- 瑞士○
- 泰國○
- 阿联酋○
- 乌克兰
- 美国△

注：
- ○ - 持有该国普通护照的旅客可以根据无条件免签证政策入境。
- △ - 持有该国公务旅行证件（例如外交、公务护照）的旅客不符合该政策。

#### 团队免签证
自2024年7月30日起，与中国建交国家的公民持普通护照到香港、澳门后，经在香港、澳门合法注册的旅行社组团（2人及以上）入境海南旅游，可免办签证停留不超过144小时。入出境口岸为海南省内所有对外开放口岸，须随团进出，活动范围为海南省行政区域，停留时间自入境次日零时起算。

### 珠江三角洲
持与中国建交国家的普通护照已在香港或澳门的外国人，经在香港、澳门合法注册的旅行社组团进入广东珠江三角洲地区（指广州市、深圳市、珠海市、佛山市、东莞市、中山市、江门市、肇庆市、惠州市及汕头市所辖行政区）旅游，且停留不超过6天，可免办签证。

### 经济特区

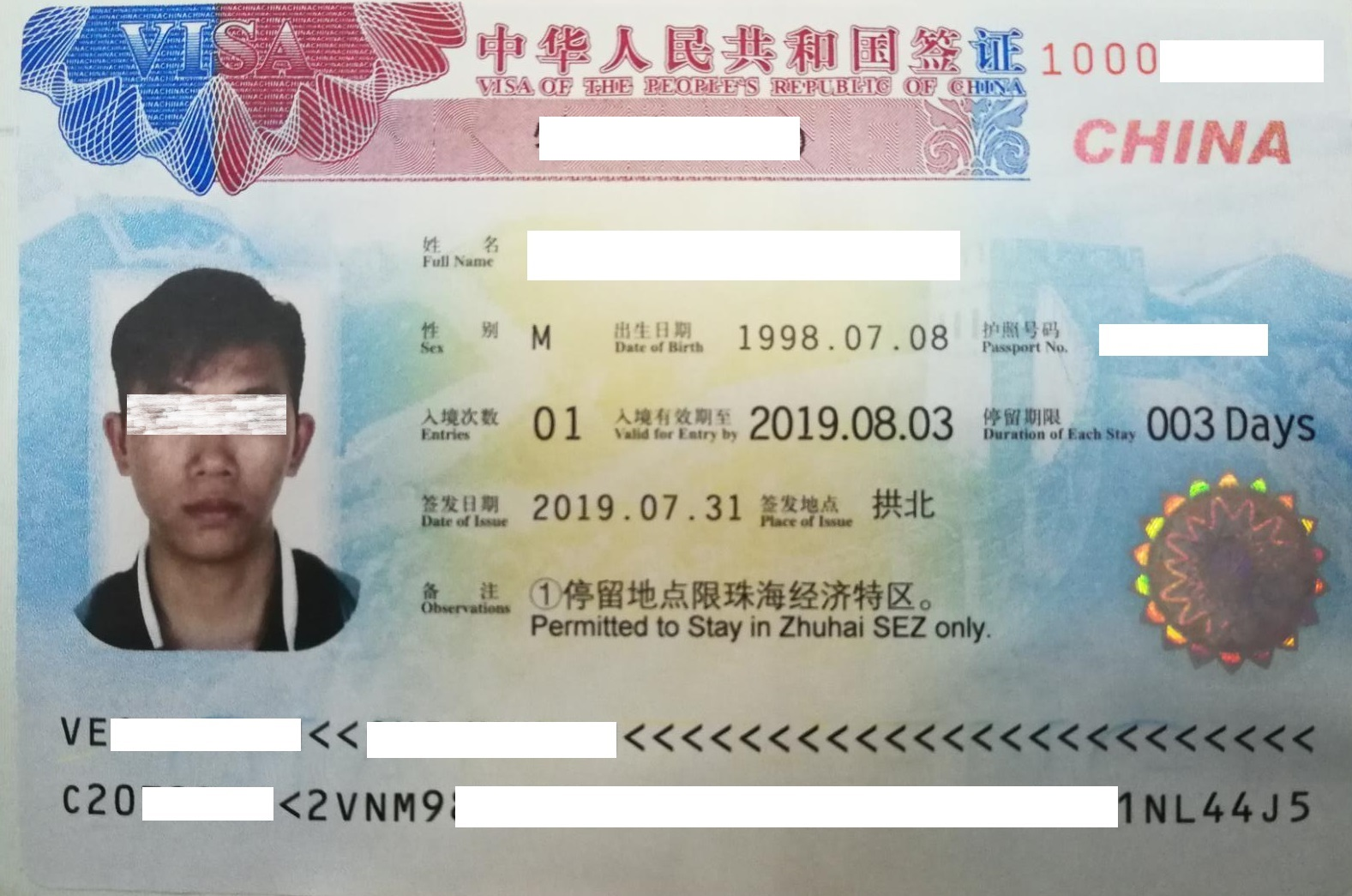
现行中华人民共和国经济特区旅游签证式樣（2019年6月1日起签发）

任何與中國有建立外交關係的國家人士前往深圳市，珠海市，廈門市，可在相關城市的指定出入境口岸、香港中国旅行社（中环中旅集团大厦证件受理处）、澳门中国旅行社申請5天（珠海市为3天）有效的經濟特區旅遊簽証（停留期限於入境次日起計算），其活動範圍僅限申請的城市，除以下國家採用對等模式收費外，其它國家收費為人民幣168元。
- 安哥拉
- 亞美尼亞
- 玻利维亚
- 巴西
- 保加利亚
- 喀麦隆
- 智利
- 刚果民主共和国
- 衣索比亞
- 加彭
- 墨西哥
- 摩尔多瓦
- 蒙特內哥羅
- 巴拿马
- 波蘭
- 羅馬尼亞
- 俄羅斯
- 英国
- 美国
- 乌克兰
- 委內瑞拉

### 桂林及西双版纳
自2015年5月28日起，东盟国家旅游团（2人及以上），由广西桂林市旅游主管部门资质审定的旅游社组织接待，从桂林机场口岸整团入出境，可免办签证在桂林市行政区停留不超过6日。
自2025年2月10日起，东盟国家旅游团（2人及以上），持普通护照经中国境内旅行社组织接待，可由西双版纳嘎洒国际机场口岸、磨憨铁路口岸、磨憨公路口岸免办签证入出境，活动范围为西双版纳州行政区域，停留时间不超过6天。
- 马来西亚
- 泰國
- 印度尼西亞
- 越南
- 柬埔寨
- 緬甸
- 新加坡
- 菲律賓

### 邮轮
自2016年10月1日起，外国旅游团由中國境内合法注册的旅行社组织、接待并负责安排乘坐邮轮从上海邮轮口岸整团入境的，可享受入境15天免签，活动包括包括北京全域、上海全域，辽宁、河北、天津、山东、江苏、浙江、福建、广东、广西、海南的邮轮靠泊港口所在城市及其周边城市行政区域。2024年5月15日起，中国全面实施外国旅游团乘坐邮轮入境免签政策，乘坐邮轮来华并经由境内旅行社组织接待的外国旅游团（2人及以上），可从中国沿海所有邮轮口岸（包括天津、辽宁大连、上海、江苏连云港、浙江温州和舟山、福建厦门、山东青岛、广东广州和深圳、广西北海、海南海口和三亚，共13个）免办签证入境停留不超过15天。旅游团团员应随团出行，活动范围扩大至沿海省（自治区、直辖市，包括辽宁、河北、天津、山东、江苏、上海、浙江、福建、广东、广西、海南）的全域和北京市全域。

## 港澳台居民出入境政策
具有中国国籍的港澳居民以及台灣居民无法直接使用香港特區護照、英國國民（海外）護照、香港簽證身份書、澳門特區護照、葡萄牙護照（憑藉與澳門之關係取得且被認定為中國公民）、澳门特区旅行证和中華民國護照进入中國大陸，除非在特定機場轉機（24小時，且不离开机场口岸限定区域），否則需办理相应的旅行证件。含中文姓名的澳門居民身份證持有人若國籍未經選擇亦可申請回鄉證入境中國內地。而非中国籍的港澳居民（不含香港外籍家庭傭工）拟在中国大陆从事商务、旅游、探亲、访问等活动的，可以在当地签证中心办理5年有效的中国签证，每次停留期限不超过180天。其中持有港澳永久居民身份的非中国籍人士还可以办理5年有效的港澳居民来往内地通行证（非中国籍），每次停留期限不超过90天。
港澳台居民因遗失损毁或忘记携带通行证，需紧急乘坐飞机、火车在内地（大陆）城市间出行的，可通过手机登录中国出入境管理局政务服务平台（移民局12367）即时申办有效期为7天的电子临时通行证，供民航、铁路等单位查验，避免耽误正常出行。
此外，非中國籍香港特區的簽證身份書持證人和持有澳門特區旅行證的難民需要申請中國内地簽證進入中國內地。擁有外國國籍的中華民國國民也應使用外國護照申請中國大陆簽證進入中國大陸，但实际上仍可申領並使用台胞證。
| 旅行證件                                           | 適用地區 | 有效期                               | 使用次数                     | 每次停留期限                                           | 工作限制              |
| -------------------------------------------------- | -------- | ------------------------------------ | ---------------------------- | ------------------------------------------------------ | --------------------- |
| 港澳居民往來內地通行證（回鄉證）                   | 香港     | 10年（18周岁以上） 5年（18周岁以下） | 多次                         | 無限制                                                 | 無限制                |
| 港澳居民往來內地通行證（回鄉證）                   | 澳門     | 10年（18周岁以上） 5年（18周岁以下） | 多次                         | 無限制                                                 | 無限制                |
| 港澳居民往來內地通行證（非中国籍）                 | 香港     | 5年                                  | 多次                         | 90天                                                   | 不允許                |
| 港澳居民往來內地通行證（非中国籍）                 | 澳門     | 5年                                  | 多次                         | 90天                                                   | 不允許                |
| 外国护照（持香港或澳门中国签证中心签发的中国签证） | 香港     | 最长5年                              | 视情况（分一次、两次或多次） | 视情况                                                 | 仅工作签证（Z字签证） |
| 外国护照（持香港或澳门中国签证中心签发的中国签证） | 澳門     | 最长5年                              | 视情况（分一次、两次或多次） | 视情况                                                 | 仅工作签证（Z字签证） |
| 台灣居民來往大陸通行證（台胞證）                   | 台灣     | 5年                                  | 多次                         | 在證件有效期內持證人可以在中國大陸不限目的作無限期停留 | 無限制                |
| 台灣居民來往大陸通行證（台胞證）                   | 台灣     | 3个月                                | 单次                         | 3个月                                                  | 無限制                |
| 中華人民共和國旅行證                               | 香港     | 2年                                  | 多次                         | 無限制                                                 | 無限制                |
| 中華人民共和國旅行證                               | 澳門     | 2年                                  | 多次                         | 無限制                                                 | 無限制                |
| 中華人民共和國旅行證                               | 台灣     | 2年                                  | 多次                         | 無限制                                                 | 無限制                |
| 中华人民共和国出入境通行证                         | 香港     | 3个月                                | 单次                         | 無限制                                                 | 無限制                |
| 中华人民共和国出入境通行证                         | 澳門     | 3个月                                | 单次                         | 無限制                                                 | 無限制                |
| 中华人民共和国出入境通行证邊境旅遊專用             | 台灣     | 3个月                                | 单次                         | 前一次入境停留期的延续                                 | 無限制                |
| 中华人民共和国护照（97-2版）                       | 台灣     | 3个月                                | 单次                         | 前一次入境停留期的延续                                 | 無限制                |

## 特殊政策

### 紧急落地签证

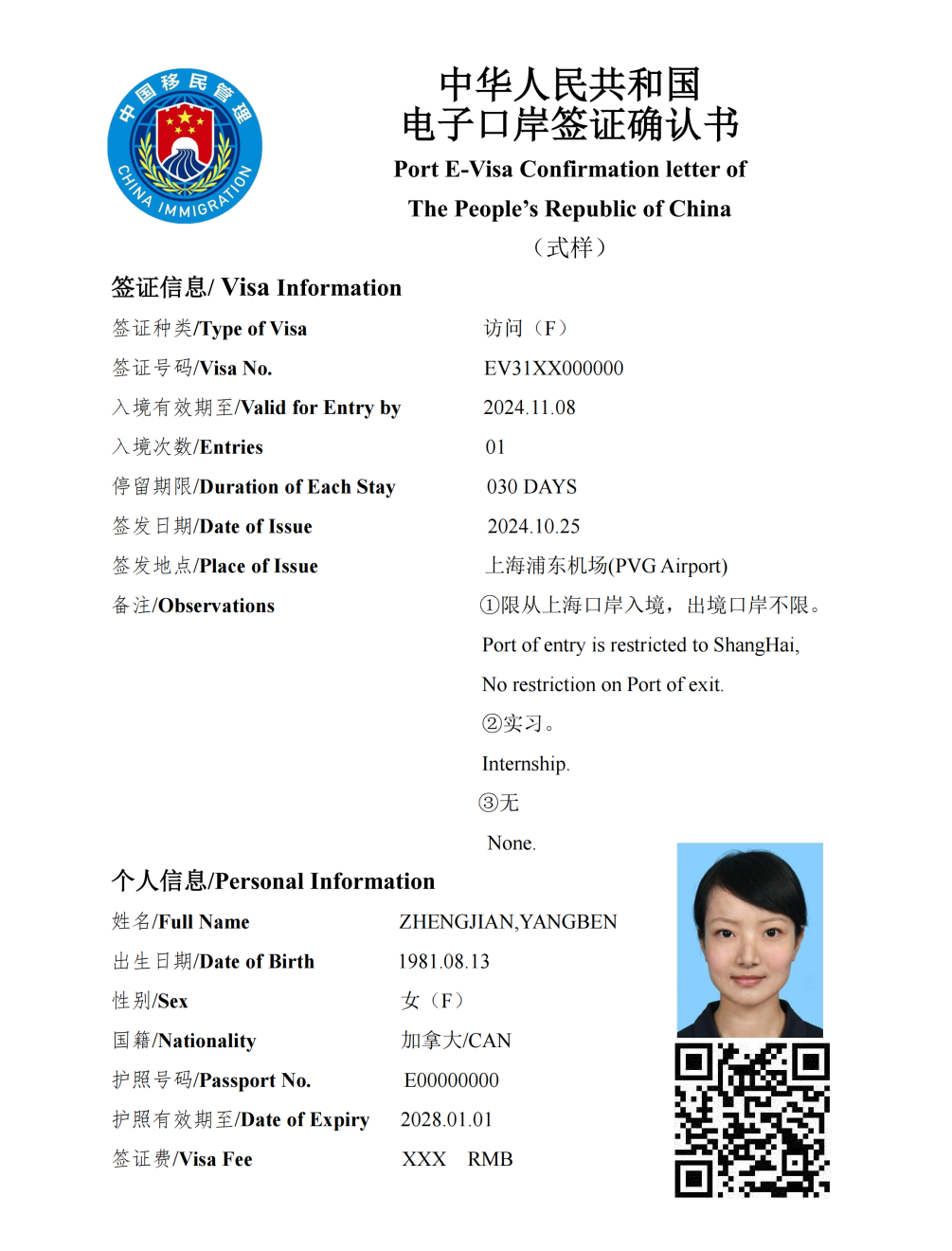
一张《中华人民共和国电子口岸签证确认书》

因紧急情况进入中国的人士可以在下列机场向中华人民共和国出入境管理机构申请落地签证。
该政策适用的情形如下：
1. 中方临时决定邀请来华参加交易会的；
2. 应邀来华参加投标或者正式签订经贸合同的；
3. 按约来华监装出口、进口商检或者参加合同验收的；
4. 应邀参加设备安装或者工程抢修的；
5. 应中方要求来华解决索赔问题的；
6. 应邀来华提供科技咨询的；
7. 应邀来华团组办妥签证后，经中方同意临时增换的；
8. 看望危急病人或者处理丧事的；
9. 直接过境人员由于不可抗拒的原因不能在24小时内乘原机离境或者需改乘其他交通工具离境的；
10. 其他被邀请确实来不及在上述中国驻外机关申请签证，并持有指定的主管部门同意在口岸申办签证的函电的；
11. 经国家旅游局批准并注册的国际旅行社组织、接待的5人以上外国旅游团。

下列机场可以办理落地签证：
1. 北京首都国际机场
2. 成都双流国际机场
3. 重庆江北国际机场
4. 哈尔滨太平国际机场
5. 大连周水子国际机场
6. 福州长乐国际机场
7. 广州白云国际机场
8. 桂林两江国际机场
9. 海口美兰国际机场
10. 昆明長水国际机场
11. 青岛胶东国际机场
12. 三亚凤凰国际机场
13. 上海虹桥国际机场
14. 上海浦东国际机场
15. 深圳宝安国际机场
16. 天津滨海国际机场
17. 威海大水泊国际机场
18. 武汉天河国际机场[135]
19. 西安咸阳国际机场
20. 厦门高崎国际机场
21. 烟台蓬萊国际机场

- 美国公民除24小时过境免签、240小时过境免签、广东6日便利游及海南岛30日免签以外，来华须事先在境外办妥签证，不得在口岸申请落地签证。[136]

2024年1月11日起，国家移民管理局宣布，对急需来华从事商贸合作、访问交流、投资创业、探望亲属及处理私人事务等非外交、公务活动的外籍人员，来不及在境外办妥签证的，可凭邀请函件等相关证明材料向口岸签证机关申办口岸签证入境。
2024年7月12日起，国家移民管理局决定在中国（上海）自由贸易试验区临港新片区试点签发电子口岸签证。经临港新片区审核备案的邀请单位可登录上海市公安局出入境管理局电子政务平台，代申请人提交签证申请信息，申请程序由上海市公安局出入境管理局进行。允许签发的电子口岸签证有访问、商贸、人才、工作和私人事务五类，为一次有效，入境有效期为15日，停留期不超过30日。持证人可在上海所有对外开放口岸入境，并在全国任一对外开放口岸出境。2024年10月25日，电子口岸签证试点范围由临港新片区扩大至浦东新区全域。

### 临时入境许可

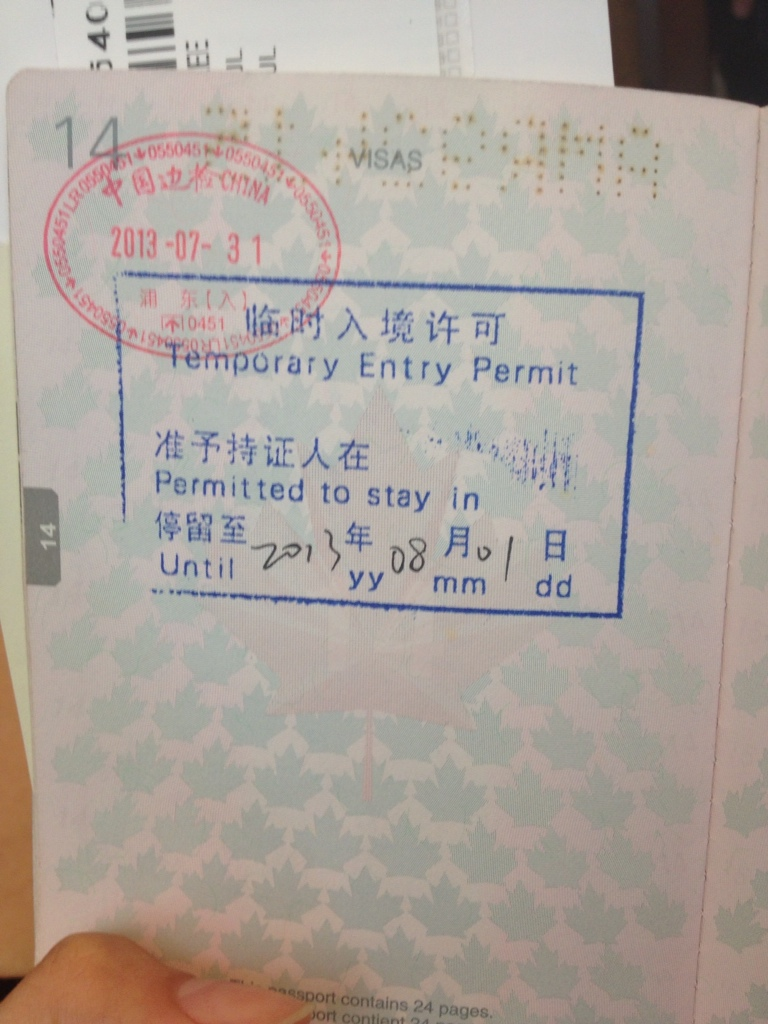
2013年7月签发的旧式24小时过境免签临时入境许可
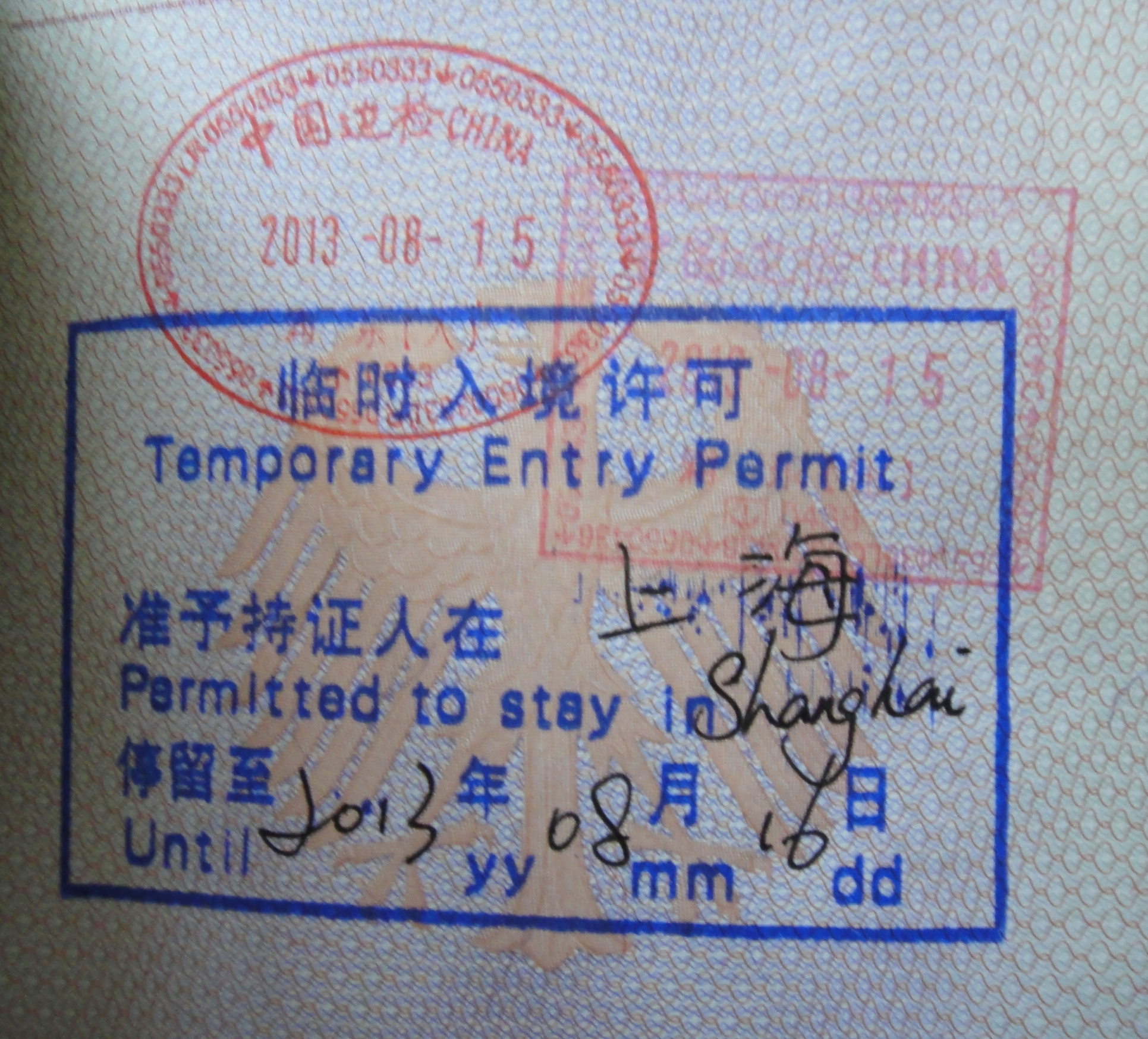
因香港前往慕尼黑的飛機緊急迫降上海而於2013年8月签发的临时入境许可
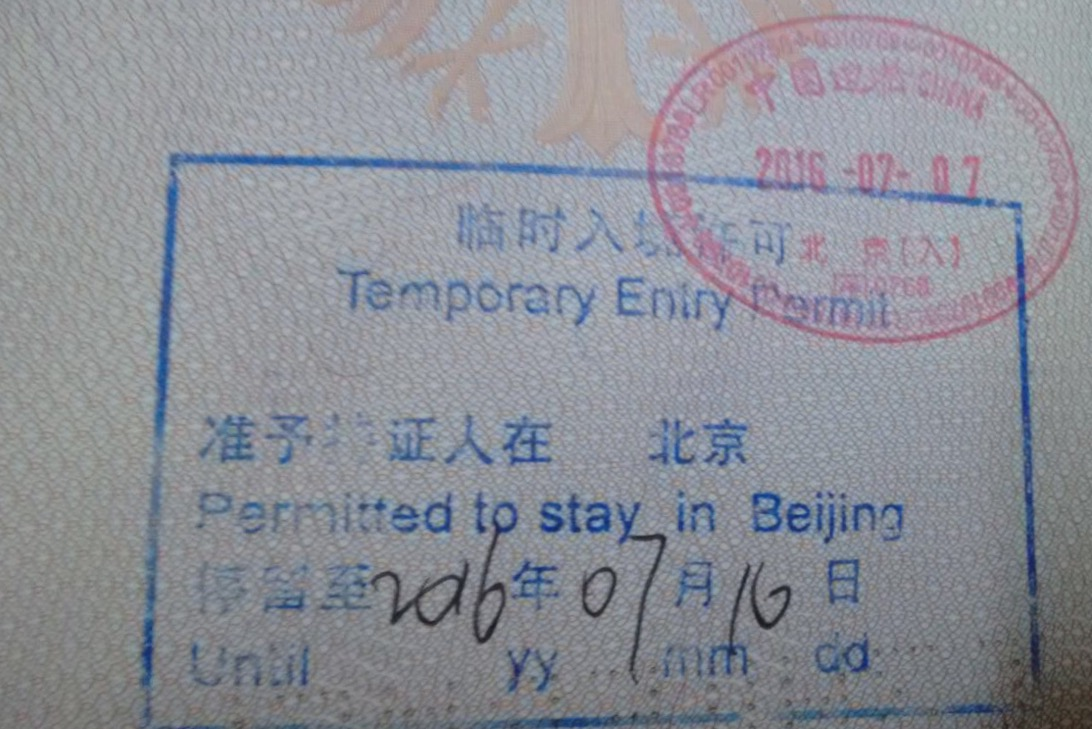
2016年北京首都機場中國邊檢簽發的临时入境许可

所有经出入境边防检查机关对过境免签或紧急类临时入境条件进行审核查验后可临时入境的外国人，均会签发临时入境许可，其样式为印章式。自2016年10月15日起，公安部出入境管理局在上海试点启用贴纸式144小时过境免签临时入境许可；2018年8月1日起，国家移民管理局在上海试点启用贴纸式24小时过境免签及紧急类临时入境许可。

### 来自与印度有争议领土的人士的另纸签证

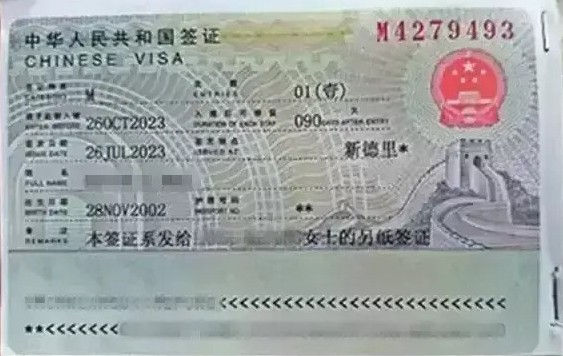
一张向来自阿鲁纳恰尔邦的印度运动员的中国另纸签证，用于参加2022年亚洲运动会。

1981年，中华人民共和国政府开始为来自阿鲁纳恰尔邦的印度政府官员签发另纸签证，而并非将签证粘贴在持照人护照上。中国政府声称阿鲁纳恰尔邦的大部分地区属于中国，被称为藏南地区，并计划不向来访官员发放签证，理由是他们只是从中国境内前往另一地区。从2000年代末开始，中国政府再次停止向阿鲁纳恰尔邦官员发出簽证，并对在阿鲁纳恰尔邦（尽管方式有所不同）以及查谟和克什米尔邦的普通印度公民采用另纸签证。自此以后，印度政府不再承认这种另纸签证为有效旅行证件，导致多年来发生过一些事件，例如，印度政府为避免签发另纸签证而叫停或缩减政府代表团的规模，以及拒绝体育团队登机。

### 国际赛事身份注册卡
在中国内地举办的奥运会和亚运会等国际赛事期间采取签证便利化安排，赛事参与者可持身份注册卡及本人有效出入境证件多次入出中国内地并在境内停留，无需办理签证。

### 西藏自治区

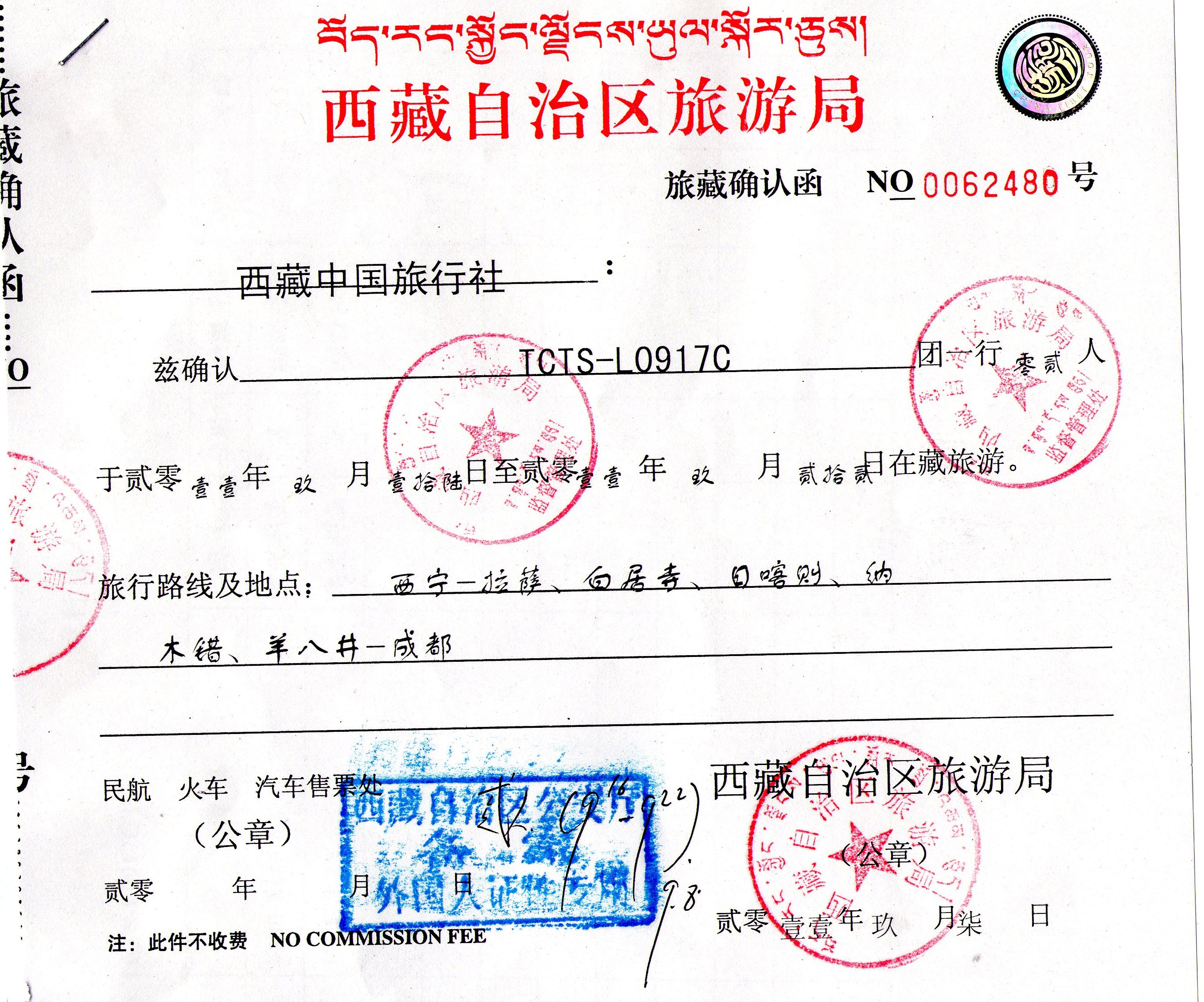
外国人入藏函

外国和台湾地区游客若需赴西藏自治区旅游，除了需要申请中国签证或台胞证外，还需要办理由西藏自治区旅游局签发的“外国人入藏旅游批准函”或西藏自治区台湾事务办公室签发的“台湾同胞进藏批准函”（简称入藏函）。由于原则上外国人和台湾居民不能自行前往西藏，故此证件须由旅行社代办。进藏途中的机场、火车站以及公路检查点会查验入藏函。另外，持记者签证和公務簽證的外国人不能以旅游者身份进入西藏，必須通過外事部門事先進行聯繫。
中国内地户籍居民及港澳地区居民无需办理入藏函，凭居民身份证、回乡证或港澳居民居住证即可自行进入西藏，而台湾居民无论持有台胞证还是台湾居民居住证，都必须办理入藏函方可进藏，此外前述所有人若要前往珠穆朗瑪峰等邊境管理區時都需要持有有效的邊境通行證，而外國人前往这类地区时則需要憑入藏函申請邊境地區旅行證。

### 2019冠状病毒病疫情
2020年初，因2019冠状病毒病中国大陆疫情仍处于防控关键阶段，中国大陆各地出入境管理部门尚未完全恢复正常办公，也给一些停居留到期的在华外籍人士申请延长停居留期限带来困难。2020年3月1日，国家移民管理局边防检查管理司司长刘海涛在国务院联防联控机制新闻发布会上表示，疫情防控期间在华外籍人士如果停居留期限已满，可以自动顺延两个月。对于参与医疗救助、药品开发、医学交流的，各地公安出入境管理部门提供24小时的加急办证服务。因急事来华来不及办签证，可以到入境口岸申请口岸签证，也可以网上申请。
2020年3月起，因2019冠状病毒病疫情在全球范围快速蔓延，防止病例境外输入，中国政府决定自2020年3月28日0时起，暂时停止外国人持目前有效来华签证和居留许可入境。暂停外国人持APEC商务旅行卡入境。暂停口岸签证、24/72/144小时过境免签、海南入境免签、上海邮轮免签、港澳地区外国人组团入境广东144小时免签、东盟旅游团入境广西免签等签证优惠政策。持外交、公务、礼遇、乘务（C）签证以及持公告后签发的签证入境不在此限。外国人如来华从事必要的经贸、科技等活动，以及出于紧急人道主义需要，可向中国驻外使领馆申办签证。
2020年9月28日0时起，中国政府恢复对持有效中国工作类、私人事务类和团聚类居留许可的外国人入境，相关人员无需重新申办签证。如外国人持有的上述三类居留许可于2020年3月28日0时后过期，持有人在来华事由不变的情况下，可凭过期居留许可和有关材料向中国驻外使领馆申办相应签证入境。上述人员需严格遵守中方防疫管理规定。
2020年11月4日，中国驻英国大使馆宣布，因英国疫情反复，暂时停止在英国人员持目前有效中国签证及工作类、私人事务类和团聚类居留许可入境中国，暂停为上述人员签发《健康状况声明书》。持外交、公务、礼遇、C字签证人员不受影响。外国人如确有特殊紧急赴华需要，可向中国驻英国使领馆申请签证，持2020年11月3日后签发的签证赴华入境不受影响。此外，中国驻法國、比利時、俄羅斯、菲律賓、印度、烏克蘭、孟加拉國等國大使馆先后宣布，暫停持目前有效中國簽證及工作類、私人事務類和團聚類居留許可的當地人員入境中國。
2021年3月1日起，随着中国内地和澳门疫情形势持续向好，中华人民共和国外交部驻澳门特别行政区特派员公署恢复受理外籍澳门居民赴内地签证申请。3月5日，外交部驻澳公署王冬副特派员亲自为一位澳门外籍居民颁发一张F字签证，成为驻澳公署因疫情暂停受理签证申请以来逐步放开受理签证申请后签发的首张签证。根据目前的政策，在澳門持有澳門居民身份證的外籍人士，無論是永久或非永久居民，可在提交近期28天內一直留在澳門的證明，又或在澳門的所有外籍人士，可憑出示完成接種中國產的新冠疫苗證明，申請各類赴內地簽證。
从2021年3月起，中国多个驻外使馆先后表示，计划放宽对已接种中国产2019冠状病毒病疫苗的外籍人士的签证申请限制。上述人士入境后，还需要证明自己的病毒检测结果为阴性，同时接受抗体检测，并在入境后进行隔离。
2022年8月24日，据中国多个驻外使馆发布的通知显示，自北京时间8月24日0时起，持有效APEC商务旅行卡人员、持有效学习居留许可的外国留学生无需重新办理赴华签证，可持上述证件入境。
2022年12月27日，国家移民管理局表示，自2023年1月8日起恢复受理审批外国人申请普通签证延期、换发、补发，停留证件签发、换发、补发，居留证件签发、延期、换发、补发。申请人确有紧急需求的，可循加急程序办理；恢复口岸签证签发，恢复执行24/72/144小时过境免签政策，依法签发临时入境许可。
2023年1月10日，中国驻韩国大使馆表示，鉴于韩国政府此前决定从1月2日起暂停发放自华赴韩短期签证，并要求自华旅客提供新冠阴性证明等，加强防疫力度。作为中方的反制措施，自即日起，中国驻韩国使领馆暂停签发韩国公民赴华访问、商务、旅游、就医、过境以及一般私人事务类短期签证。相关措施将视韩国对华歧视性入境限制措施取消情况再作调整。同日晚，中国驻日本大使馆表示，中国驻日本使领馆暂停审发日本公民赴华普通签证。翌日，国家移民管理局宣布，自即日起对韩国、日本公民暂停签发口岸签证，暂停韩国、日本公民来华实行72/144小时过境免签政策。
2023年1月29日，中国驻日大使馆表示，自即日起，中国驻日本使领馆恢复审发日本公民赴华普通签证。国家移民管理局同日宣布，自即日起，对日本公民恢复签发口岸签证，恢复实行72/144小时过境免签政策。
2023年2月15日，中国驻韩国大使馆表示，自2月18日起，中国驻韩国使领馆恢复签发韩国公民赴华访问、商务、过境以及一般私人事务类短期签证。国家移民管理局同日宣布，国家移民管理机构自2月18日起，对韩国公民恢复签发口岸签证，恢复实行72/144小时过境免签政策。
2023年3月14日，中国外交部领事司在“领事直通车”微信公众号上公布，自北京时间3月15日零时起，驻外签证机关恢复审发外国人各类赴华签证，恢复海南入境免签、上海邮轮免签、港澳地区外国人组团入境广东免签、东盟国家旅游团入境桂林免签政策。另外，2020年3月28日前签发且仍在有效期内的签证可以正常入境。
2023年6月23日，中国驻美国大使馆公布，持有中国驻外签证机关于2020年3月28日之前按双边互惠协定签发的多年多次中国签证的美国公民，其签证因疫情原因于2020年3月28日至2023年3月14日间临时失去入境功能，可申请补偿。申请人在签证到期失效后可自愿选择是否办理补偿，选择补偿的，使领馆免费办理3年多次签证。
2023年7月23日，中国驻文莱大使馆及中国驻新加坡大使馆分别发出有关通知，自7月26日起恢复对新加坡和文莱持普通护照到中国经商、旅游观光、探亲访友和过境的公民15天免签入境政策。
2023年11月17日，在云南昆明举办的中国国际旅游交易会期间，中华人民共和国文化和旅游部召开中国入境旅游政策发布会。外交部领事司表示，外交部逐步简化中国签证申请人办理签证手续，对符合条件的申请人临时性免采指纹。对外国人来华签证申请表进行简化，同时逐步取消来华签证申请预约办理安排，至2023年11月已有近100个驻外使领馆实现“随到随办”，并将于2023年年底前基本实现全球驻外使领馆全部取消签证申请预约。
2023年12月8日，外交部领事司发布通知，自2023年12月11日至2024年12月31日，中国驻外使领馆按现行收费标准的75%收取来华签证费。后该措施延续至2025年12月31日。